# Stryker
«Стра́йкер» (англ. Stryker) — сімейство колісних 8×8/4 бойових броньованих машин виробництва американської компанії General Dynamics Land Systems, що перебувають на озброєнні механізованих військ армії США. «Страйкер» створено на базі канадського бронетранспортера LAV III, який, у свою чергу, є глибокою модернізацією швейцарського бронетранспортера Piranha III 8×8. Бойові машини сімейства «Страйкер» є основним озброєнням бригадних бойових груп армії США, сформованих на початку 2000-х років, і призначені для транспортування підрозділів мотопіхоти (зазвичай мотопіхотного відділення) на полі бою, ведення ними бою з машини, вогневої підтримки їх у процесі та після спішування, а також для всебічної підтримки й забезпечення бойових дій механізованих підрозділів американської армії.
Ряд бойових броньованих машин «Страйкер» дістав свою назву на честь двох американських військовослужбовців, нагороджених посмертно вищою військовою нагородою США — Медаллю Пошани: рядового першого класу Стюарта С. Страйкера, який загинув у Другій світовій війні, і спеціаліста 4-го рангу Роберта Ф. Страйкера, що загинув у В'єтнамській війні.
Сімейство бойових машин «Страйкер» включає 10 різновидів броньованих машин, що перебувають на озброєнні бригадних бойових груп «Страйкер». Перші машини надійшли на озброєння американської армії в лютому 2002 року. Станом на квітень 2013 року було поставлено 4349 одиниць бойової техніки сімейства «Страйкер» різних типів.

## Історія

### Створення
12 жовтня 1999 року начальник штабу Армії США генерал Е.Шінсекі офіційно оголосив перспективний план трансформації сухопутних військ країни на майбутнє з урахуванням наявних та перспективних викликів і загроз сучасності в контексті завершення холодної війни. Програма, яка отримала назву «Мета майбутнього армії» (англ. The Objective Force), відобразила намагання американських військових створити сили, які будуть спроможні швидко реагувати на кризові ситуації в будь-якому регіоні світу, здатні своєчасно розгортатися в районах оперативного призначення та домінувати в будь-якому конфлікті. Програма визначала адаптацію армії до доктрини гнучкого та релевантного реагування на ситуації і потребувала наявності на озброєнні відповідного новітнього озброєння та військової техніки. Першою фазою розробки цієї техніки була розробка проміжного варіанту лінійки бойових машин, що отримав назву «IAV» (англ. Interim Armored Vehicle — «Проміжна броньована машина»), яка заповнюватиме розрив у можливостях сухопутних військ до ведення так званого «класичного» типу війн, застосовуючи важку та потужну бойову техніку піхоти типу БМП M2 «Бредлі» або легку та мобільну, і водночас слабко озброєну та захищену техніку типу M998 «Хаммер» для участі у військових конфліктах низької інтенсивності.

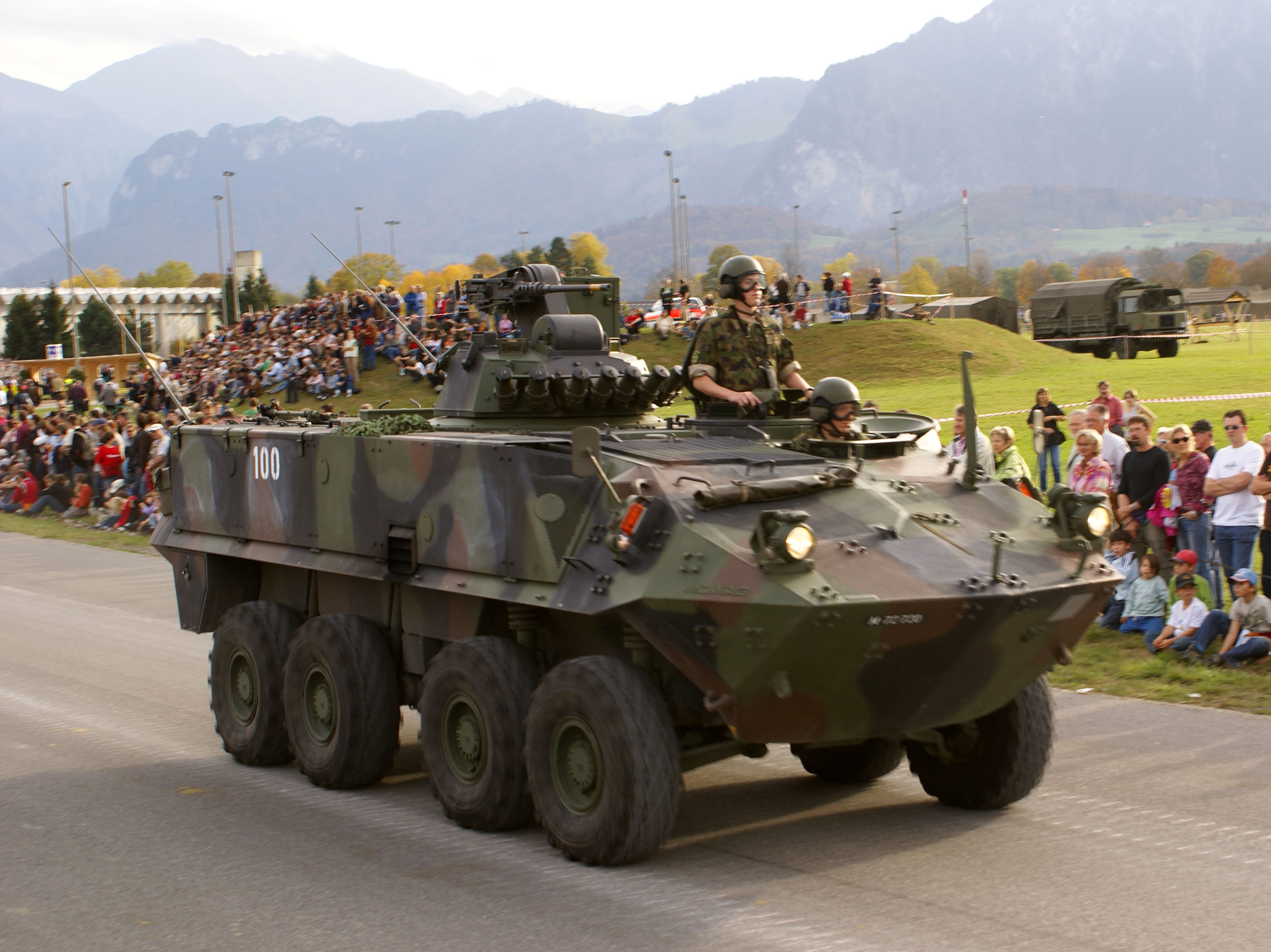
Прототип майбутнього «Страйкера» — швейцарський бронетранспортер Piranha III 8×8

Після відбору декількох варіантів бронетранспортерів, що розглядалися як база для подальшого створення сімейства бойових броньованих машин, за основу було взято канадський бронетранспортер LAV III, який запропонувала філія компанії General Dynamics — General Motors Defence Canada. Уже через кілька місяців після початку випробувань у листопаді 2000 року правління канадської фірми уклало контракт на серійне виробництво 2131 машини «Страйкер» різних модифікацій та оснащення ними шести бригадних бойових груп швидкого реагування. Кожна бригадна бойова група отримувала понад 300 одиниць новітньої техніки. Перші зразки, що надходили, були лише 2-х типів: піхотний бронетранспортер M1126 (ICV), що мав замінити застарілий БТР M113, та САУ M1128 (MGS) з британською 105-мм нарізною танковою гарматою Royal Ordnance L7, що встановлювалася на перші зразки американських основних бойових танків «Абрамс». На ці самохідні гармати покладалося завдання безпосередньої вогневої підтримки піхотних підрозділів у бою.

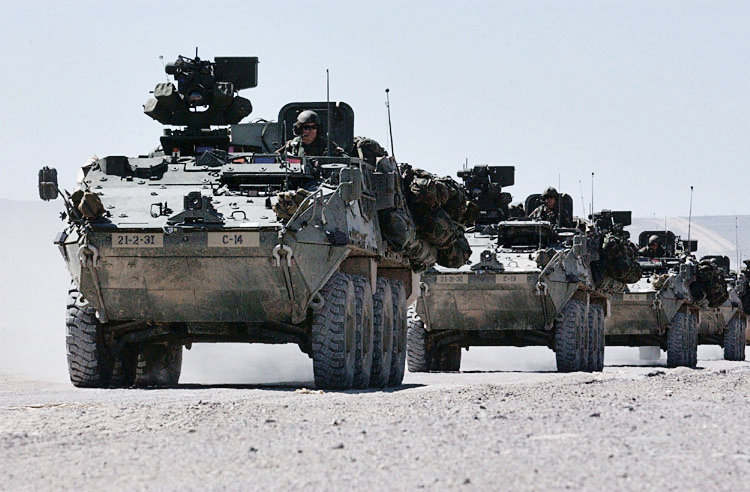
Колона БТР M1126 «Страйкер» (ICV) 3-ї механізованої бригади 2-ї піхотної дивізії в ході першого маршу бригадної бойової групи, оснащеної новітніми БТР, до військового полігону форту Ірвін. 23 березня 2003

27 лютого 2002 року у Форті Лодердейл (Флорида) міністерство армії США офіційно оголосило про перейменування «проміжного варіанту лінійки бойових машин» на «Страйкер». Від часу прийняття рішення про придбання канадського бронетранспортера LAV III вважалося, що це дострокове розв'язання проблеми, тому проект легкої аеромобільної бойової машини, що розроблялася за програмою «Майбутні Бойові Системи», не дійшов до реалізації і його було припинено.

### Вимоги до бойових машин
Головними критеріями під час відбору машини, яка мала задовольняти потреби військ швидкого реагування, визначалися начальником штабу американської армії: висока рухомість, швидкість, легкість в обслуговуванні, забезпеченні та ремонті і, головне, високий ступінь захищеності для особового складу.
Програма створення уніфікованої техніки на єдиному колісному шасі мала набагато більше привілеїв у порівнянні з «важкими» бригадами й, до того ж, була набагато дешевшою за них. Утримання однієї ударної бригади на «Страйкерах» коштує на 25 % менше за бригадну групу, озброєну БМП «Бредлі».
Водночас із самого початку випробувань цієї бойової машини виникли певні проблеми з відповідністю бронетранспортера тактико-технічним вимогам, яким він мав відповідати. Так, перші зразки БТР «Страйкер» мали технічні труднощі з перевезенням їх транспортними літаками C-130 «Геркулес». Через велику ширину бронетранспортерів у проходах між рядами сидінь та технікою не лишалося вільного місця. Тому на борт літака міг сісти неповний склад відділення, що, у свою чергу, створювало труднощі під час передислокації військ у визначені райони. На навчаннях, для того щоб вмістити «Страйкер» у літак, екіпажу доводилося знімати з нього 2 пускові димові установки, усі антени, ліву задню консоль, яка блокувала виїзд машини з літака, бойовий модуль на башті та ще деякі агрегати й деталі. У результаті відділення витрачало до 17 хвилин на встановлення обладнання на бойову машину після вивантаження з літака.
Генерал Е.Шінсекі у своїх вимогах до новітньої техніки визначав, що бригадна бойова група «Страйкерів» мала бути передислокована в будь-яке місце земної кулі протягом 96 годин; дивізія — протягом 120 годин, а 5 дивізій швидкого розгортання — протягом 30 діб. «Страйкер» перевозиться повітрям транспортними літаками C-5 «Ґелексі» (4 бойові машини), С-17 «Глоубмайстер III» (3 одиниці) та C-130 «Геркулес» (1 одиниця) і після доставки має бути в повній бойовій готовності до подальших дій.

### Виробництво

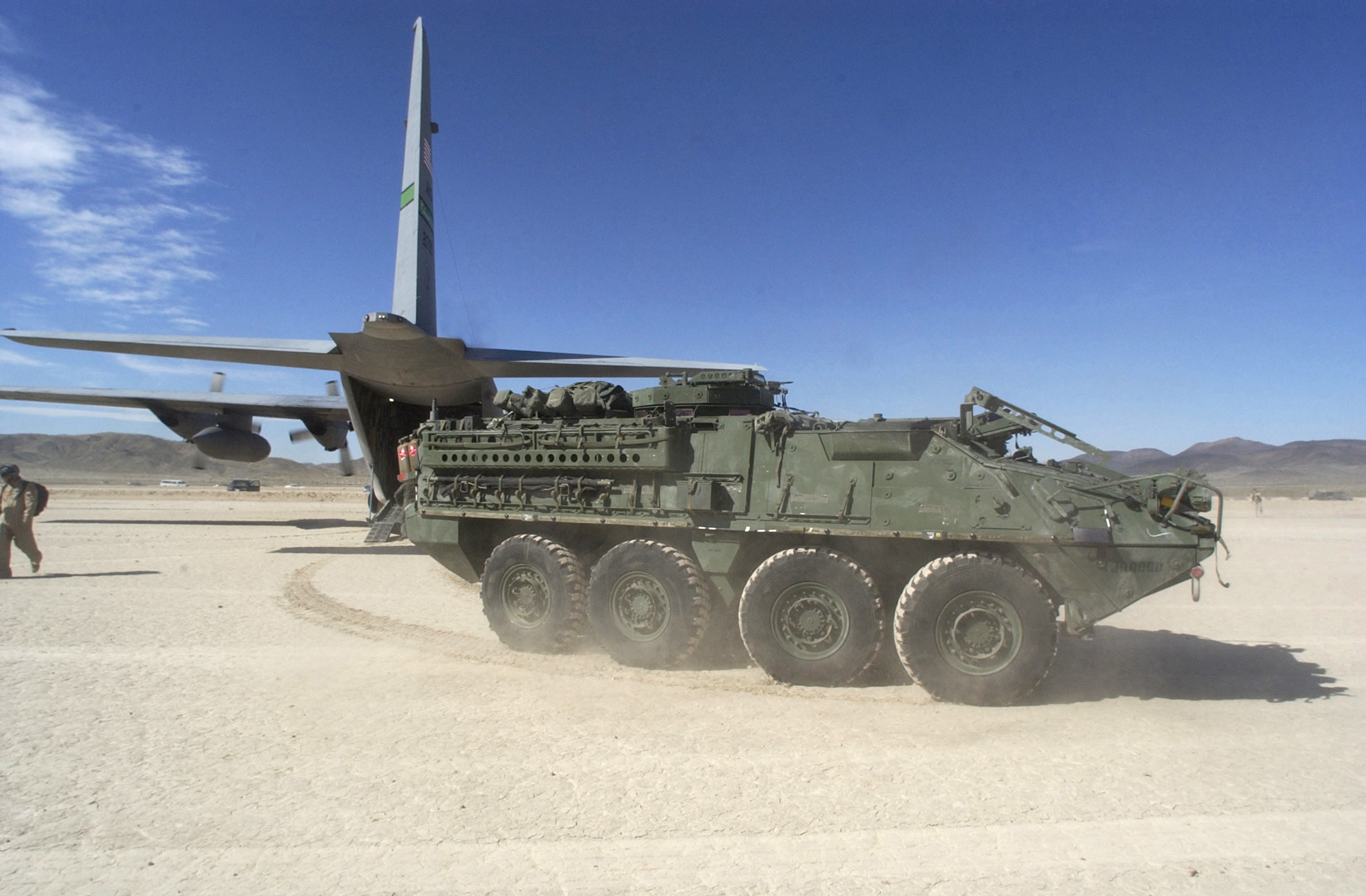
«Проміжна броньована машина» Stryker вивантажується з транспортного літака C-130 «Геркулес» під час випробувань у форті Ірвін (Каліфорнія). 24 березня 2003

У листопаді 2000 року після укладання угоди на суму 4 млрд доларів на постачання 2131 БТР «Страйкер» різних модифікацій до американської армії компаніями «Дженерал дайнемікс ленд системз» та «Дженерал моторс дефенс» розпочалося збирання військової техніки на канадському заводі в Лондоні, Онтаріо. У лютому 2003 «Дженерал моторс дефенс» була придбана компанією GDLS і подальше виробництво провадилося тільки материнською фірмою. Для здійснення глибокої модернізації швейцарсько-канадської машини та приведення її до вимог, які визначалися керівництвом американської армії, до роботи було залучено два найбільших оборонних концерни США: General Dynamics і General Motors. На різних етапах у проекті брали участь різні підрозділи цих компаній. Основна робота покладалася на канадське відділення General Dynamics Land Systems, яке раніше було самостійною фірмою GMC і розробило бронемашини сімейства LAV.
Головний контрактор — GM General Dynamics Land Systems Defense Group LLC — здійснював серійне виробництво бронетехніки на чотирьох заводах. Основний процес виробництва та фінального збирання відбувався на заводах в американському місті Анністон, Алабама та канадському Лондоні, Онтаріо. Інженерні опрацьовування та проектувальні роботи проводилися в Стерлінг-Гайтс, Мічиган, устаткування, що монтувалися на горі корпусу, збиралися на заводі «Ліма Амі Тенк Плент» в Лімі, Огайо. З початком надходження перших зразків новітньої техніки до військ кілька субпідрядників розпочали випробування та постачання інших версій «лінійки» бойових машин до замовника.
Перші партії бронетранспортерів почали надходити до військ у квітні 2002 року. З часом американська армія збільшила замовлення на забезпечення 7-ї бригадної бойової групи й, відповідно, кількість техніки до 2691 одиниці.
Протягом 2005—2007 років армія США уклала ще 6 контрактів на постачання додаткових 1063 бойових машин до травня 2008 року. А вже через кілька місяців американські військові замовили на термін до грудня 2011 року постачання ще 615 БТР різної конфігурації на суму 1,2 млрд доларів і додатково 65 105-мм самохідних артилерійських установок M1128 (MGS).

### Випробування
У вересні 2002 року на полігоні Форт Льюїс (Такома, Вашингтон) Дослідницько-випробувальне командування армії США розпочало 16-денні польові випробування-змагання між підрозділами, оснащеними як старими бронетранспортерами M113A3, так і новітніми «Страйкерами». 13 вересня два механізованих взводи американської армії, оснащених відповідно 4-ма бронемашинами кожен, розпочали тестування з маршу на 50 миль. Протягом цього періоду бронетранспортери багато випробовували, вони пройшли різні тести та випробування з метою порівняння тактико-технічних характеристик.
За результатами навчань та першого досвіду бойових випробувань «Страйкера» відразу ж спалахнув скандал, пов'язаний із протистоянням між виробниками зброї за право постачання своєї продукції до сухопутних військ країни, зокрема, між апологетами колісної та гусеничної військової техніки. У серпні 2003 року до сенату США надійшов розгромний рапорт про характеристики нової бронемашини, який містив багато аналітичного матеріалу. «Страйкер» характеризувався як вкрай ненадійна, занадто дорога та неперспективна бойова машина. Основний наголос робився на провалі зусиль генерала Е.Шінсекі щодо прийняття на озброєння американської армії суперефективного БТР, який задовольнятиме усім викликам сучасних конфліктів.
Звіт критикував високу вразливість «Страйкерів» звичайними РПГ, якими насичені сучасні бойовики усього світу, надмірний розмір, БТР порівнювався зі шкільним автобусом, що у свою чергу, не давало можливості перевозити техніку літаками C-130 «Геркулес». Низькі технічні можливості виявилися під час випробувань швидкісних характеристик, особливо на високій швидкості та поза шляхами; «Страйкери» мали погану стійкість, оскільки БТР міг перекинутися на звичайному шосе. Прибічники військової техніки на гусеничному ходу відстоювали погляд, що «Страйкери» за багатьма параметрами поступаються модернізованому БТР М113, а САУ М1128 (MGS) гірше за всіма характеристиками, від проекту перспективного M8 AGS. Навіть більше, співвідношення витрат на утримання «Страйкера» та М113 незрівнянні: умовно 1 миля оперативного застосування «Страйкера» за попередніми розрахунками коштує 10 $, а насправді — 52 $, у той час як БТР M113A3 — 3 $.

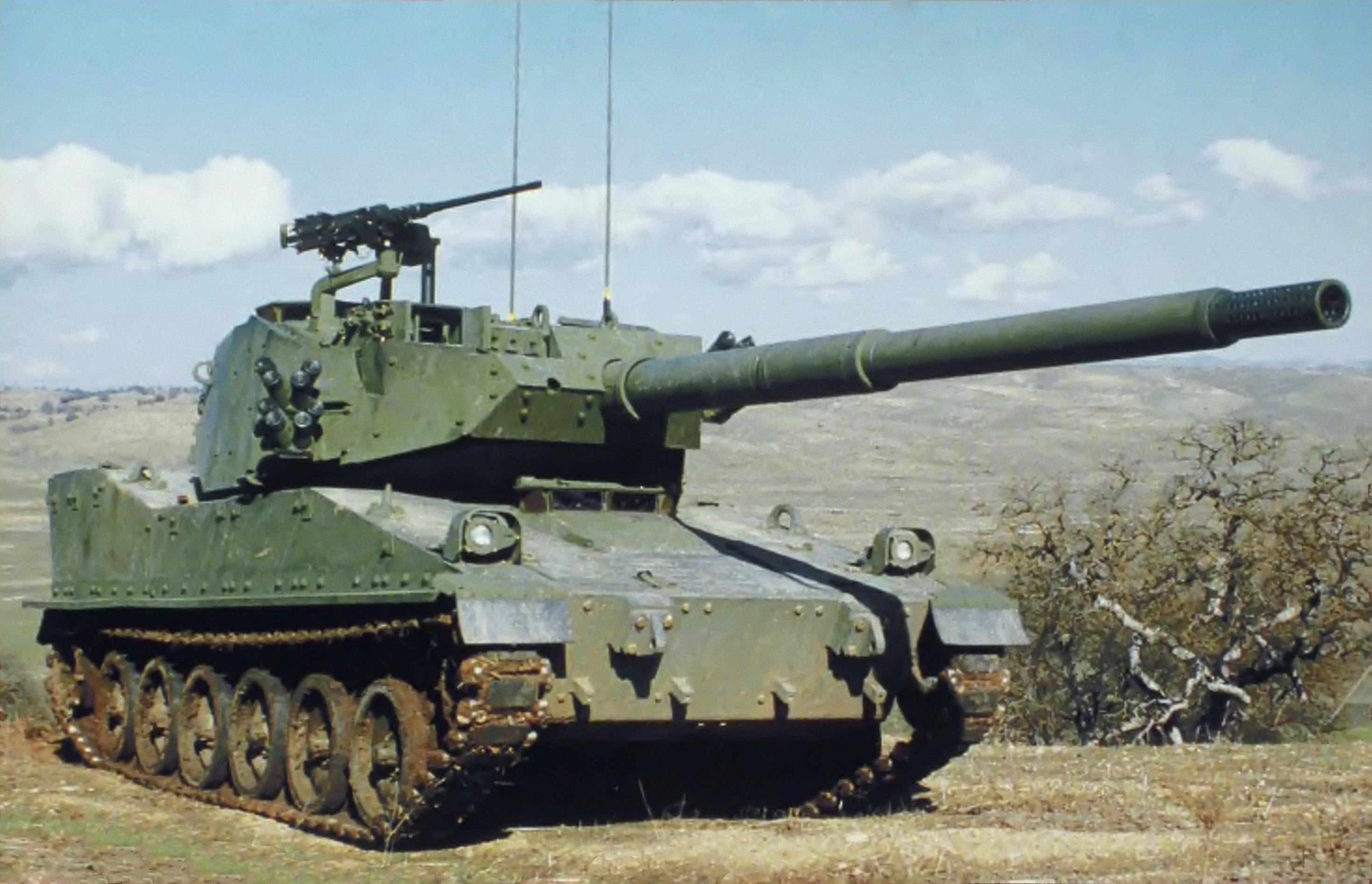
Конкурент САУ М1128 (MGS) на базі Stryker — перспективний M8 AGS

За твердженнями військових експертів «Страйкери» провалили 7 із 9-и основних іспитів у порівнянні з M113A3 та, зокрема, з його подовженою версією MTVL. Це вогнева міць, маневровість поза шляхами та в умовах міста, виживаність, надійність, спроможність перевезення повітрям і зручність для екіпажу та десанту.
Виявлені недоліки конструкції й оснащення, які довелося виправляти під час виробництва, призвели до подорожчання програми. У разі повного переведення проміжних бригад і дивізій на машини «Страйкер» загальна вартість замовлень перевищила 15 мільярдів доларів, хоча спочатку на оснащення шести бригад і влаштування супутньої інфраструктури планувалося витратити біля 12 мільярдів. Варто відзначити, що сума в 15 мільярдів доларів вписувалася в плани Пентагону і Конгресу: із самого початку програми IAV Stryker передбачалося резервування двох-трьох мільярдів на випадок непередбаченого збільшення видатків.
Навесні 2003 року пройшли наступні випробування, цього разу в складі бригадних бойових груп, оснащених новітньою технікою. З 15 по 27 травня 2003 року навчання «Arrowhead Lightning II» відбувалися у Об'єднаному тренувальному центрі сухопутних військ у Луїзіані й мали за мету перевірку бойових можливостей бригадної бойової групи «Страйкер» в умовах конфлікту низької та середньої інтенсивності з парамілітарними формуваннями супротивника. Протягом місяця бригадна група перевезла повітрям, морем та суходолом до форту Полк понад 1 500 одиниць техніки, 293 з яких були «Страйкерами». Після завершення випробувань на ім'я секретаря оборони надійшов звіт за результатами навчань, який відбивав бачення експертів, наскільки нова бойова машина відповідала концептуальним ідеям оперативної ефективності та вимогам швидкого розгортання в будь-якому місці земної кулі. Далі звіт надійшов до Конгресу з пропозиціями про сертифікацію нового бронетранспортеру «Страйкер» та початок закупівлі його в інтересах армії.

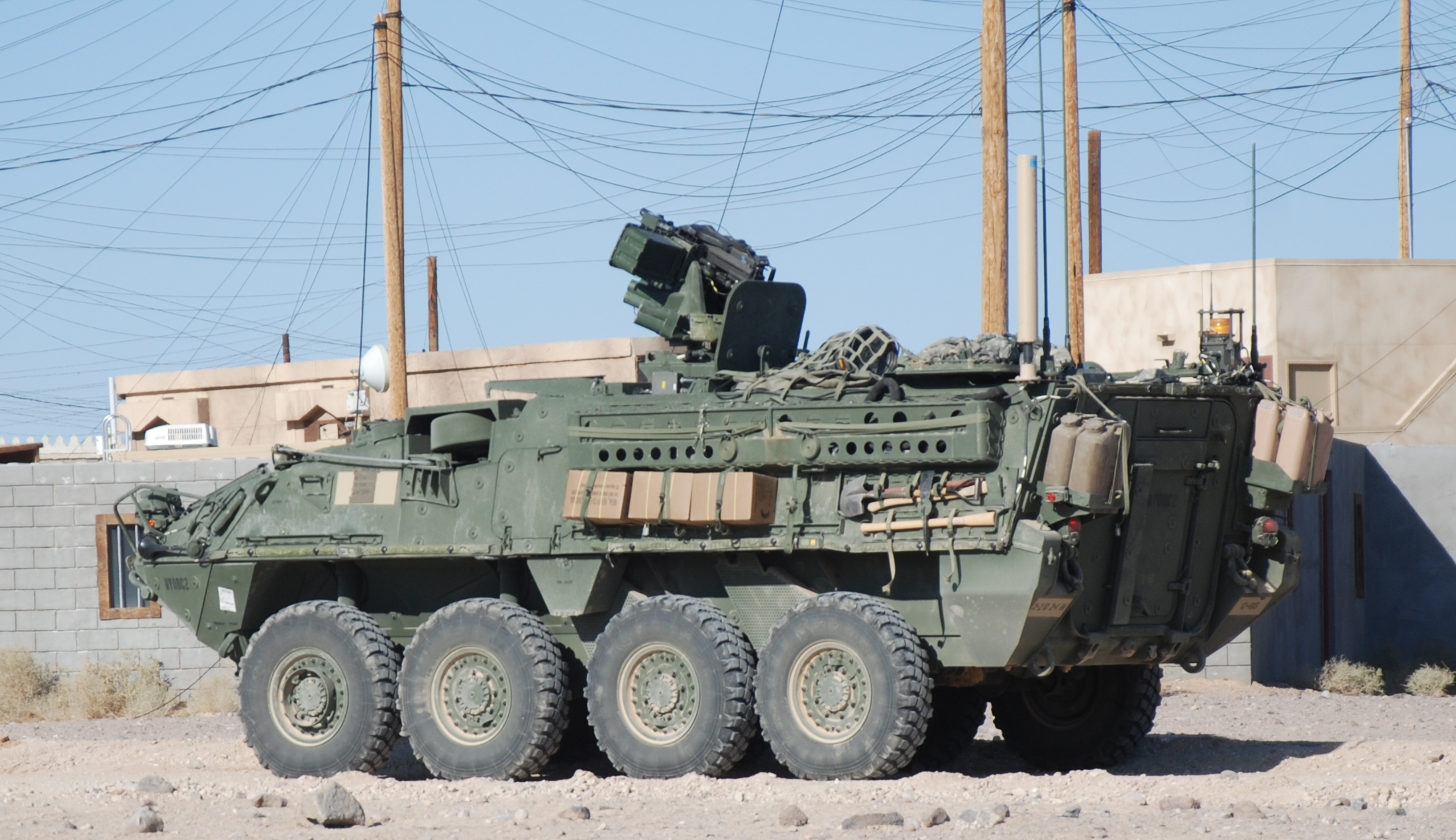
БТР M1126 «Страйкер» (ICV) на тактичних заняттях з ведення вуличного бою в іракському містечку Медіна Васл на військовому полігоні Національного тренувального центру армії США у форті Ірвін. 8 листопада 2011

## Будова

### Компонування

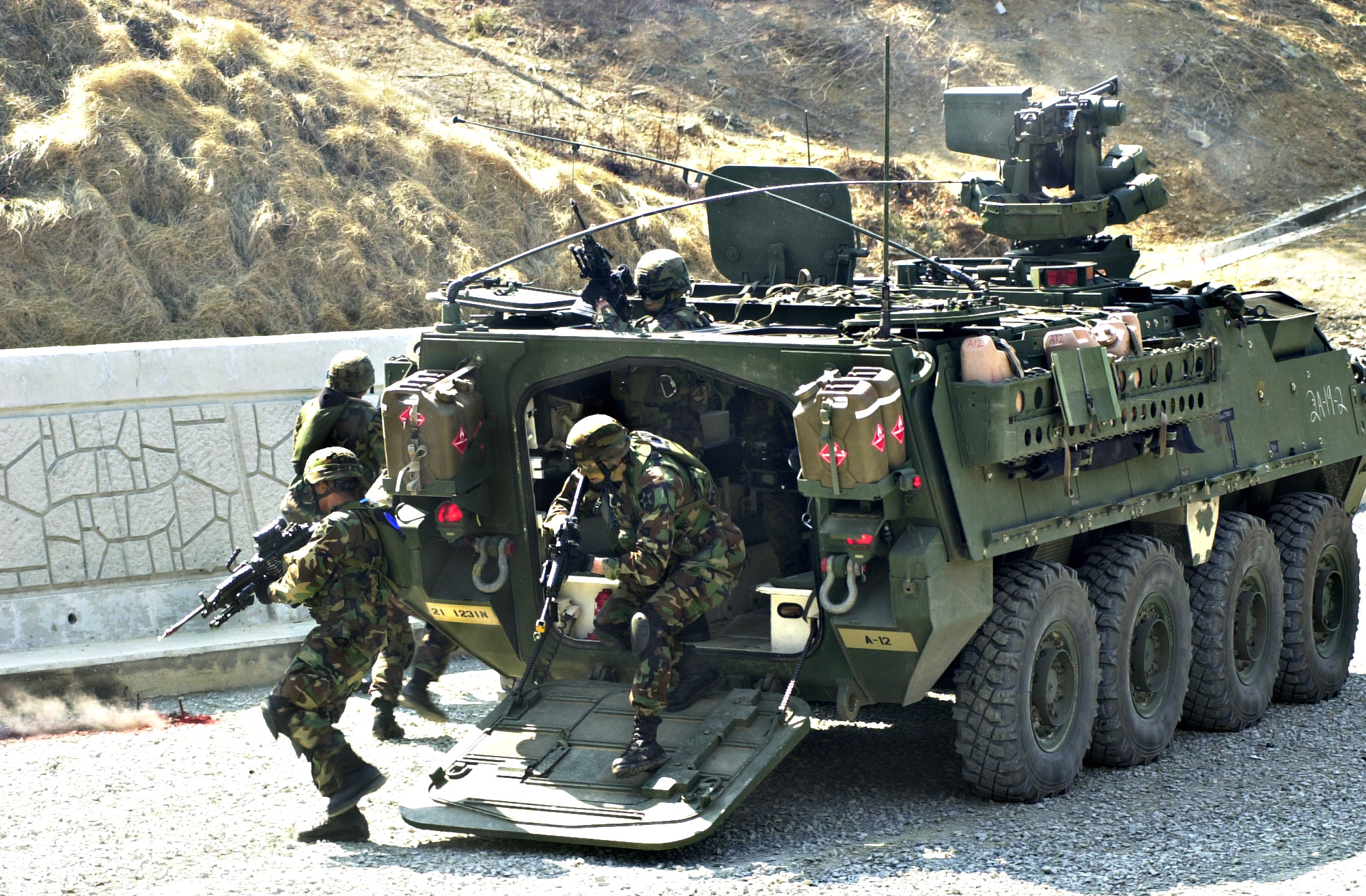
Висадка десанту зі «Страйкера» під час військових навчань у Південній Кореї. 2-га піхотна дивізія США. 20 березня 2005

Під час створення бронеплатформи Stryker було використано максимально можливу кількість напрацювань компанії GMC. З цієї причини, наприклад, загальне компонування й конфігурація корпусу нового броньованого транспортного засобу залишилися майже незмінними з LAV III. Хоча Stryker є подальшим розвитком проекту LAV, він має кілька значних відмінностей.
Перш за все висота корпусу більша за попередника. Це було зроблено для зручності розміщення екіпажу, десанту, боєкомплекту тощо. Для захисту від вибухів мін та саморобних вибухових пристроїв довелося переробити профіль днища, що призвело до збільшення висоти корпусу для компенсації «вкраденого» V-подібним днищем об'єму в десантному відділенні. У результаті загальна висота базового бронетранспортера (по даху) виявилася на 25-30 сантиметрів більшою за канадську машину LAV. Збільшення висоти корпусу позначилося на його обводах. Верхня його частина зовні помітно відрізняється від канадського бронетранспортера — верхня лобова деталь довша й стикується з дахом далі, майже перед другою віссю.
БТР «Страйкер» має характерне для машин цього класу класичне компонування: в передній частині корпусу справа розташоване моторно-трансмісійне відділення, ліворуч — відділення управління з місцем водія. За водієм розташовано місце командира машини. Середній відсік та кормова частина відводяться під десантне відділення, де розміщується 9 повністю споряджених піхотинців. БТР має екіпаж із 2 осіб (командир і водій) та здатний перевозити 9 чоловіків десанту. Посадка й висадка екіпажу здійснюється через люки в даху корпусу над відповідними місцями, а десанту — через кормові двері та люки в даху корпусу над десантним відділенням.

### Бронювання
Американські військові фахівці стверджують, що сімейство бойових броньованих машин «Страйкер» менш вразливе до вогню стрілецької зброї, ніж попередні бронетранспортери типу M113. Броньований корпус «Страйкера» зварений з бронепластин товщиною до 12 міліметрів. Внаслідок використання різних сортів сталі досягається захист, відповідний четвертому рівню стандарту STANAG 4569 у лобовій проєкції й другому-третьому з усіх інших напрямів. Наявні плани оснащення БТР M113 додатковою бронею так і не були реалізовані.
Бронювання «Страйкера» дозволяє захистити екіпаж і десант від вогню зі стрілецької зброї калібром до 14,5 мм з бортів і з корми, від 30-міліметрових снарядів у лобову частину корпусу на дистанціях понад 500 метрів, а також від ураження 152-міліметровими осколковими снарядами, що вибухнули поруч. Основний сталевий корпус бронетранспортеру із листів броньованої сталі забезпечує захист від осколків снарядів та куль калібру 7,62 мм. Додатковий навісний керамічний прошарок-аплікація системи MEXAS виробництва німецької фірми IBD Deisenroth Engineering посилює захист від ураження 14,5-міліметровими кулями. Також бронетранспортери, які беруть участь у збройних конфліктах, мають навісний захист від РПГ. Посилене бронювання днища підвищує захищеність особового складу всередині в разі підриву на міні або саморобному вибуховому пристрої. Паливні баки спроектовано так, що під час вибуху вони відлітають на деяку відстань від машини.
Шасі БТР посилені й здатні витримати вибух міни. Кулестійкі шини мають систему регулювання тиску та підкачування. Бронетранспортер має систему автоматичного гасіння вогню й систему захисту від зброї масового ураження. Всередині машини обладнаний інтер'єр, що захищає від відколів броні при влученні куль.
Починаючи з жовтня 2001 року броня «Страйкера» зазнавала серйозних випробувань, під час яких ділянки бронювання обстрілювали зі зброї різного калібру з усіляких відстаней. Після тестів з'ясувалося, що тривкість броні не відповідає заявленій контрактором і БТР було відправлено на доробку. У травні 2002 року після серії модифікації та випробувань з посиленням броні 3-міліметровими навісними бронеплитами «Страйкер» вже був здатний витримувати влучання в корпус не лише куль калібру 7,62 мм, а й 14,7 мм. У 2003 році канадська компанія DEW Engineering була обрана підрядником на розробку удосконаленої броні, що було досягнуто шляхом оснащення бойової машини новітньою керамічною бронею.
З врахуванням основної загрози ураження БТР сучасною протитанковою зброєю, в першу чергу РПГ різних типів, розробники передбачили два типи додаткового бронювання, що повинні захищати техніку від кумулятивних снарядів, ракет та гранат. По-перше, це так звана навісна броня, яка конструктивно монтується у вигляді решітки по всьому периметрові бойової машини та нагадує пташине гніздо. Ця конструкція збільшує розміри машини майже на 1,5 м, але водночас перешкоджає кумулятивним струменям пробивати броню й змушує їх вибухати зовні. Другим різновидом бронювання на «Страйкери» є встановлення активної броні, аналогічної до тієї, що встановлюється на БМП «Бредлі». Пластини з вибухівкою, встановлені на всій поверхні бронетранспортера, детонують у разі влучання протитанкової гранати.

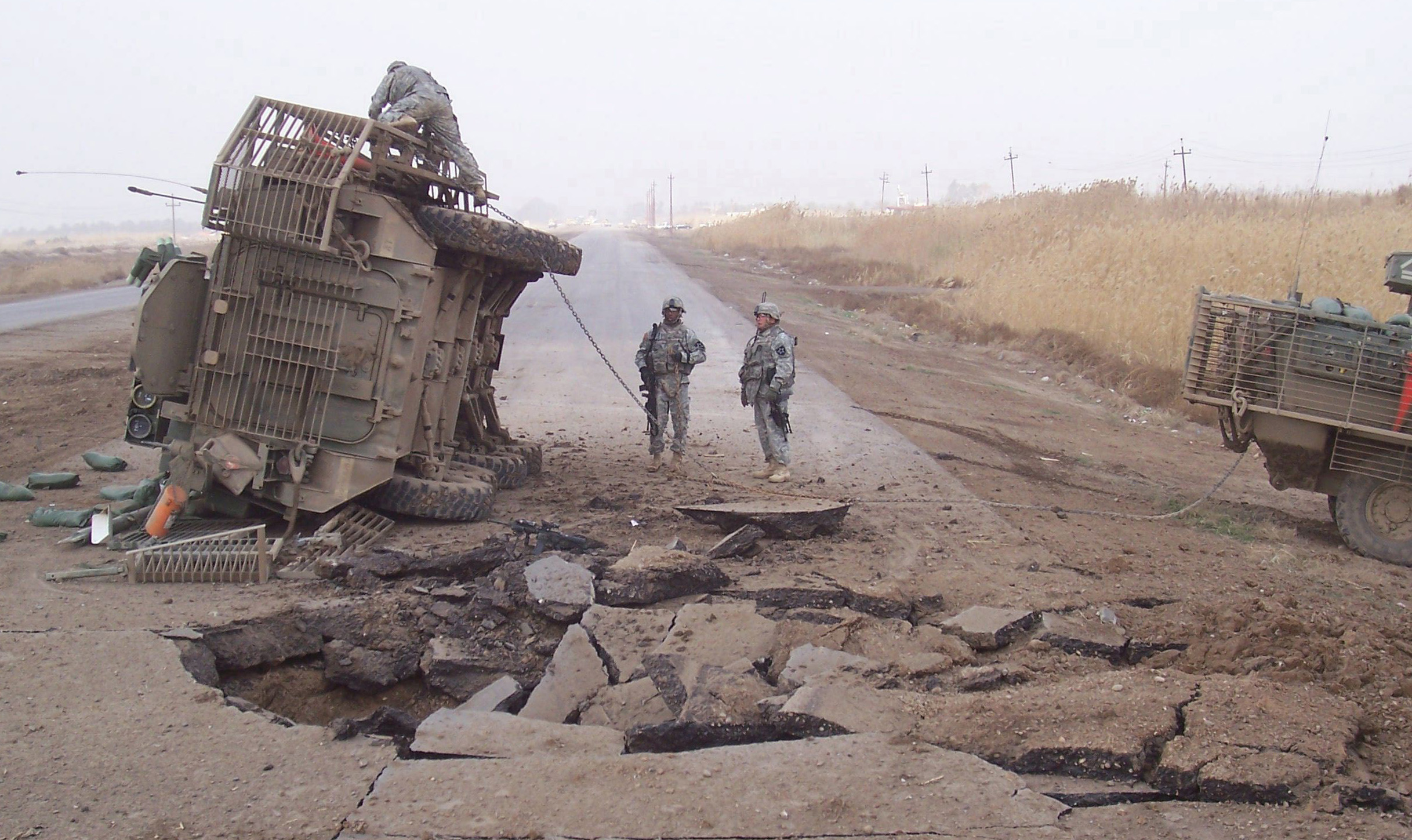
«Страйкер», що підірвався на саморобному вибуховому пристрої під час війни в Іраку. 2007. Весь екіпаж та десант лишився живим; машина потребувала заводського ремонту

У листопаді 2002 компанія United Defense Industries (Арлінгтон, Вірджинія) отримала контракт на суму 7,9 млн доларів від GM Defense на розробку та випробування найсучаснішої екранованої броні, яка мала протистояти ураженню протитанковими гранатометами типу РПГ-7. Контрактом визначалося провести тестові випробування в лютому 2004 року. Якщо їх результати визнаватимуться задовільними, компанія отримувала замовлення на 1600 комплектів екранованої броні у 2006 році. Додаткове бронювання збільшило загальну масу бойової машини приблизно на 3,17 тонни та додало по 30-35 мм з кожного боку.

### Силова установка
У моторно-трансмісійному відділенні встановлено дизельний двигун Caterpillar 3126 потужністю 350 к.с. (257 кВт). Цей двигун є основним рушієм для техніки тактичної ланки середнього класу американської армії. Це надає значних переваг під час ремонту та обслуговування подібної техніки в польових та бойових умовах. Потреби у постачанні однаковими запасними частинами та агрегатами набагато зменшують гостроту проблем логістики для бригад «Страйкер», а також собівартість цих витрат й в цілому спрощують проблеми підтримки технічної готовності озброєння та військової техніки. Майже всі технічні вузли взаємозаміні, а за умови єдиної номенклатури запчастин, ПММ, єдиного регламенту ремонтних робіт, це легко вирішується в масштабах не лише бригадної бойової групи «Страйкер», а й інших формувань армії США.
Внутрішнє обладнання бронетранспортера влаштовано таким чином, щоб максимально спростити процес ремонту та заміни основних агрегатів та деталей. Так, двигун із трансмісією можна замінити на новий протягом 2 годин, а ремонт та технічне обслуговування «Страйкера» може здійснюватися із зовні.
У зв'язці з двигуном працює 6-ступінчаста автоматична трансмісія Allison MD3066P виробництва компанії «Аллісон».

### Озброєння
Озброєння машин сімейства «Страйкер» залежить від конкретної моделі, його спектр досить різноманітний. Комплекси озброєння функціонально залежать від основного призначення машини.

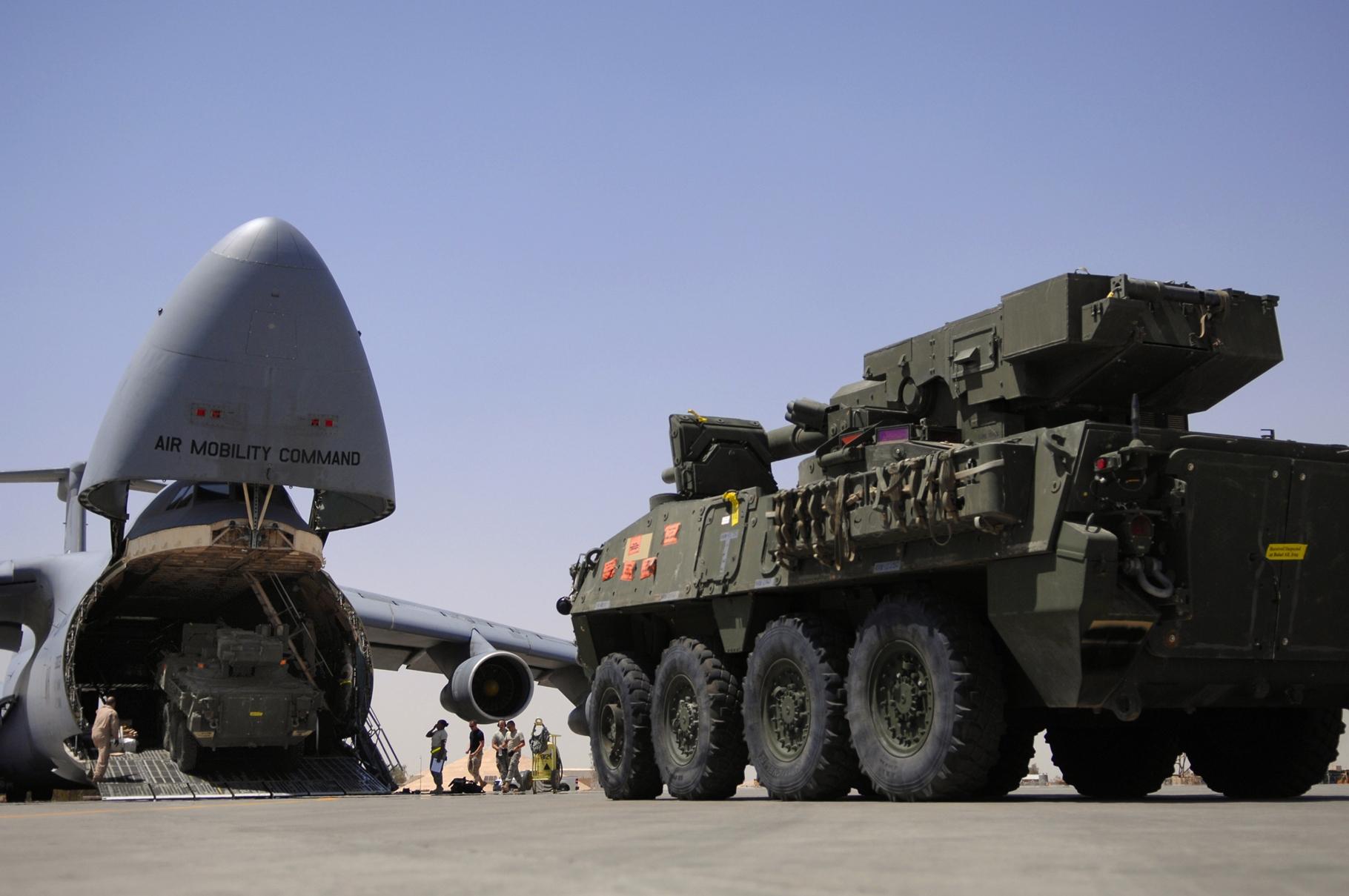
Завантаження 2-х САУ M1128 «Страйкер» MGV на борт транспортного літака C-5 «Ґелексі». 1 жовтня 2009

Основне озброєння БТР M1126 «Страйкер» ISV розташоване в дистанційно керованому бойовому модулі, змонтованому над командирською баштою. Установка має уніфікований тримач, що дозволяє досить швидко встановлювати необхідне озброєння. Воно може складатися з 12,7-мм великокаліберного кулемета М2 (боєкомплект 2 000 пострілів), 40-мм автоматичного гранатомета Mk 19 (боєкомплект — 448 гранат) або 7,62-міліметрового єдиного кулемета М240 (боєкомплект — 4500 набоїв). На цій же установці розташовано 4 блоки 66-міліметрових чотириствольних димових гранатометів M6 (боєкомплект — 32 гранати). САУ M1128 «Страйкер» MGV має унікальну башту з 105-міліметровою гарматою Royal Ordnance L7 (боєкомплект — 32 постріли) і екіпаж, збільшений до 3 осіб.
Командир «Страйкера» користується спеціалізованою системою цифрової передачі даних (англ. Force XXI Battle Command Brigade and Below (FBCB2), яка дозволяє обмінюватися графічною й текстовою інформацією в ланці від батальйону до окремої бойової машини. Пристрій зображення тактичної обстановки дозволяє командиру машини на тлі цифрової карти місцевості позначати розташування власних сил і сил ворога, при цьому всі дані автоматично передаються всім машинам підрозділу. Для точного позиціювання на місцевості БТР обладнано навігаційною системою «Raytheon» AN/TSQ-158. У розпорядженні водія є три перископічних прилади М17, а також прилад нічного бачення AN/VAS-5. У свою чергу командир машини спостерігає за бойовою обстановкою через сім перископів М45 і окремі дисплеї відеокамери й тепловізора.
Машину оснащено сучасним високотехнологічним обладнанням, включаючи GPS-навігатор, які сприяють екіпажу та десанту бойової машини. Кожний БТР має систему розпізнавання «свій-чужий», яка дозволяє відстежувати пересування техніки не лише власного підрозділу, а й інших формувань, що беруть участь у бойових діях, таким чином мінімізуючи можливості «дружнього вогню».
Прилади спостереження забезпечують цілодобовий контроль за діями за будь-яких погодних умов, до того ж командир машини має можливість бачити з місця водія, дистанційно спостерігати за рухом БТР тощо.
| Кількість та видатки на закупівлю ББМ «Страйкер» |                             |           |           |         |         |         |      |      |                |            |
| Вихідні дані                                     | Придбано одиниць усіх типів | 2012      | 2013      | 2014    | 2015    | 2016    | 2017 | 2018 | План придбання | Загалом    |
| ББМ «Страйкер», од.                              | 4 349                       | 100       | 58        | —       | —       | —       | —    | —    | 513            | 5 020      |
| Видатки, млн$                                    | 13 531,174                  | 606,894   | 286,818   | 374,100 | 479,176 | 185,131 | —    | —    | 2 541,543      | 18 004,836 |
| Вартість одиниці, тис.$                          | 3 111,330                   | 6 068,940 | 4 945,138 | —       | —       | —       | —    | —    | 4 954,275      | 3 587      |

## Модифікації «Страйкерів»
Сімейство бойових машин «Страйкер» включає 10 різновидів броньованих машин, що перебувають на озброєнні бригадних бойових груп «Страйкер», а саме: бронетранспортер M1126 (ICV), бойову розвідувальну машину M1127 (RV), 105-міліметрову самохідну артилерійську установку/винищувач танків M1128 (MGS), 120-міліметровий самохідний міномет M1129 (MC), КШМ M1130 (CV), машину управління вогнем артилерії M1131 (FSV), броньовану інженерну машину M1132 (ESV), машину медичної евакуації M1133 (MEV), самохідний протитанковий ракетний комплекс M1134 (ATGM), машину РХБ-розвідки M1135 (NBC RV).

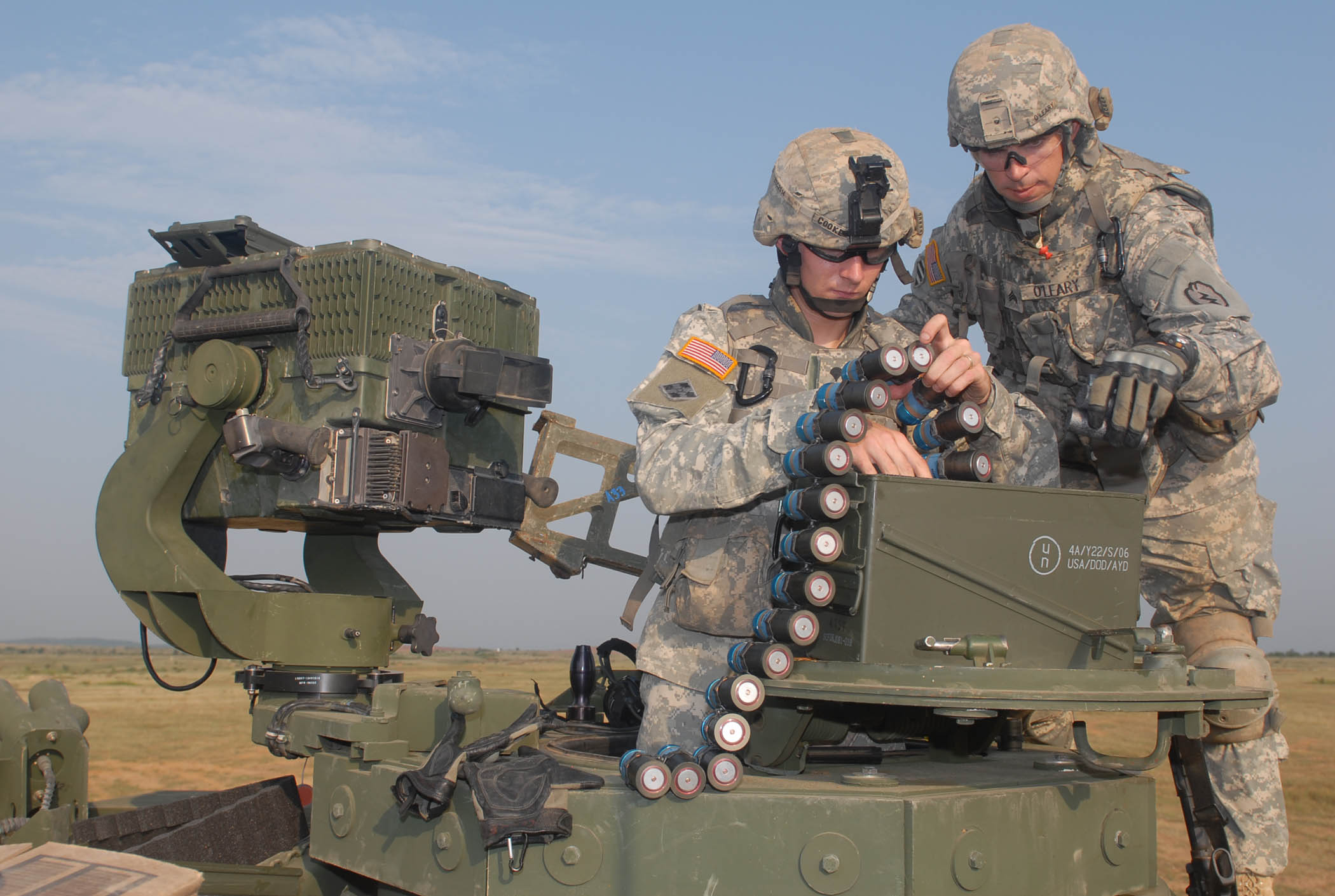
Завантаження боєприпасів до автоматичного гранатомета Mk 19. 16 жовтня 2009

Загальна будова бронетранспортерів сімейства «Страйкер» практично ідентична для всіх його варіантів. Машини створюються на загальному шасі, вони мають однаковий двигун, трансмісію, гідравліку, ходову частину, диференціали, розподільчу коробку тощо. Командно-штабна та машина медичної евакуації має кондиціонер. До того ж медична машина оснащена потужнішим генератором. Вживаються заходи щодо встановлення кондиціонерів на всіх моделях броньованої техніки «Страйкер».
Піхотний БТР «Страйкер» може рухатися зі швидкістю понад 100 кілометрів на годину та долати відстань до 500 км на одній заправці. Інші варіанти «Страйкера» мають більшу бойову масу, не здатні розганятися до такої високої швидкості й дещо програють за цим параметром базовому БТР. Колеса наповнюються та регулюються водієм зсередини машини для руху по перетятій місцевості, грязюці, кам'янистому, засніженому та піщаному ґрунту. Машина може просуватися на спущених колесах і має засоби самовитягування. Бойова машина рухається набагато тихіше за її попередників або іноземних бронетранспортерів цього класу, підвищуючи тим самим непомітність.

### M1126 ICV
M1126 піхотний бронетранспортер (ICV) — основний бронетранспортер сімейства бойових машин «Страйкер», призначений для транспортування підрозділів (зазвичай, мотопіхотних відділень) мотопіхоти на полі бою, ведення ними бою з машини та вогневої підтримки їх в період та після спішування.
M1126 «Страйкер» застосовується також для ведення розвідки, охорони, патрулювання, зв'язку; іноді — для доставки на полі бою зброї, боєприпасів та інших військових вантажів, евакуації поранених.
- M1126 піхотний бронетранспортер із посиленим днищем DVH-Scout (ICCV-S), модифікована версія бронетранспортеру M1126 ICV, що призначена для ведення військової розвідки, для чого оснащується комплексом далекого спостереження (англ. Long Range Advance Scout, LRAS) та має посилене днище DVH[21].

### M1127 RV
M1127 розвідувальна машина (RV) — бойова розвідувальна машина, що призначена для ведення розвідки, охорони та спостереження на полі бою. Машина оснащена спеціалізованою розвідувальною апаратурою далекого виявлення фірми Raytheon (англ. Long-range advanced scout surveillance system (LRAS3). Бронетранспортер M1127 RV перебуває на озброєнні розвідувальних батальйонів бригадних груп та розвідувальних підрозділів у батальйонах «Страйкер». Озброєння ідентичне піхотному бронетранспортеру. Екіпаж складається з 3-х членів та 4-х осіб розвідувальної секції.

### M1128 MGS

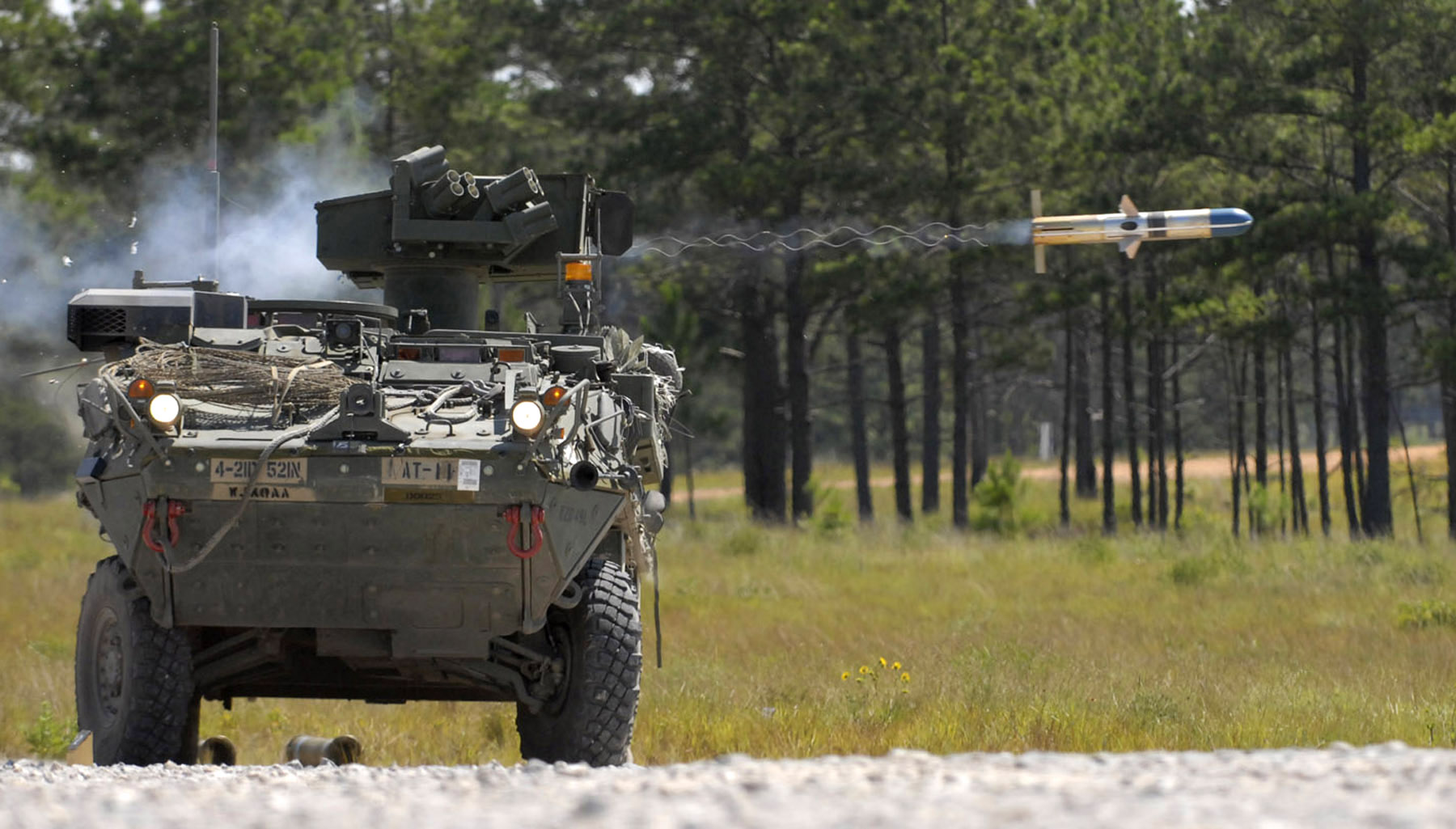
Пуск протитанкової ракети TOW з самохідного протитанкового ракетного комплексу M1134 ATGM

M1128 самохідна артилерійська установка (MGS) — призначена для вогневої підтримки піхоти на полі бою та ураження броньованих цілей противника. САУ M1128 MGS оснащена 105-міліметровою нарізною гарматою M68A1E4, полегшеною версію танкової гармати, що встановлювалася на перших зразках M1 Abrams та основному бойовому танку M60 Patton, 12,7-міліметровим кулеметом Browning M2 та 7,62-міліметровим кулеметом M240, а також двома димовими установками. Боєкомплект гармати — 18 пострілів, кулеметів — 400 та 3 400 набоїв відповідно.

### M1129 MC
M1129 самохідний міномет (MCV-B) — призначений для вогневого ураження противника мінометним вогнем. На озброєнні бронетранспортера перебуває 120-міліметровий міномет ізраїльського виробництва Soltam K6, який на версії MCV-А є стаціонарним, тоді як на варіанті MCV-B може виноситися для стрільби з вогневої позиції поруч із бойовою машиною.

### M1130 CV
M1130 командирська машина (CV) — призначена для забезпечення надійності та безперервності управління військами в ланці «бригада-батальйон-рота». Командно-штабна машина оснащена усіма необхідними засобами керування військами й забезпечує збір, обробку, аналіз та передачу інформації, а також функції контролю за ходом виконання бойових завдань на полі бою. Машина водночас забезпечує зв'язок та керівництво літаками й вертольотами авіаційної підтримки. По 3 такі машини є в кожному штабі бригади і по дві — в батальйонному штабі та в кожній роті «Страйкерів».

### M1131 FSV
M1131 машина вогневої підтримки (FSV) — машина управління вогнем, що призначена для забезпечення посиленої автоматизованої розвідки на полі бою, виявлення та ідентифікації цілей, їх супроводу, цілевказання, позиціювання свого місця розташування та забезпечення функцій зв'язку в тактичній ланці управління вогнем. Дані обробки цілей передаються в реальному масштабі часу до системи вогневого ураження.

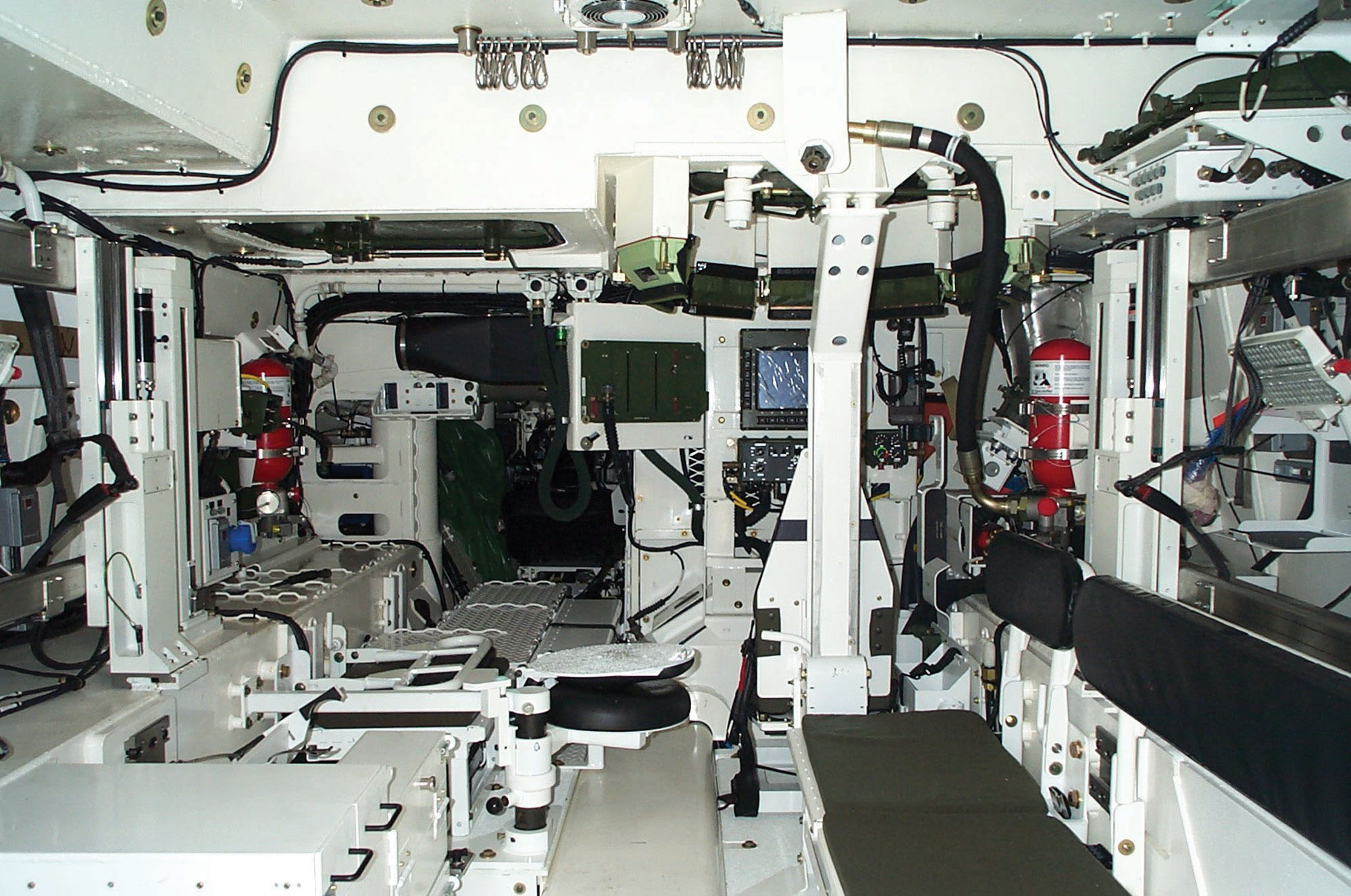
Внутрішнє обладнання машини медичної евакуації M1133 MEV «Страйкер»

### M1132 ESV
M1132 машина інженерного забезпечення (ESV) — броньована інженерна машина, призначена для ведення інженерної розвідки, транспортування та підтримки саперів на полі бою, очищення завалів на шляхах висування піхоти та військової техніки, а також забезпечення розмінування.

### M1133 MEV
M1133 машина медичної евакуації (MEV) — призначена для проведення медичної евакуації поранених з поля бою та надання їм першої медичної допомоги.

### M1134 ATGM
M1134 самохідний протитанковий ракетний комплекс (ATGM) — призначений для боротьби з танками, бойовими машинами та іншими броньованими об'єктами противника. Рота ПТКР, що є у кожній бригадній бойовій групі, виконує роль потужного протитанкового резерву для посилення регулярних піхотних та розвідувальних підрозділів на полі бою. Екіпаж кожної бойової машини складається з 4 осіб: командира, оператора ПТКР, заряджальника та водія БТР. Машина має виносну установку для пуску протитанкових керованих ракет із землі.

### M1135 NBC RV
M1135 машина РХБ-розвідки (NBCRV) — призначена для проведення радіаційної, хімічної та бактеріологічної розвідки місцевості. БТР забезпечує ситуаційну готовність для збільшення бойових спроможностей бригадних бойових груп «Страйкер». Основним обладнанням машини РХБ-розвідки є її бортовий інтегрований набір давачів РХБ-розвідки й комплексна метеорологічна система. Бортова система створення надлишкового тиску всередині машини мінімізує можливе забруднення бойової техніки та обладнання, забезпечує захист екіпажу, а також дозволяє проведення операцій без використання загальновійськових захисних комплектів персоналом..

### M1296 Dragoon
M1296 піхотний бронетранспортер «Драгун» (ICV-D) — покращена версія M1126 ICV з більш сучасними датчиками, тепловізором та безпілотною баштою оснащеною 30-мм гарматою Mk44 Bushmaster II. Призначені для ведення мобільної оборони та контролю територій. Прийнятий на озброєння у 2015 році, дислоковані у Німеччині
.

### Галерея бойових машин

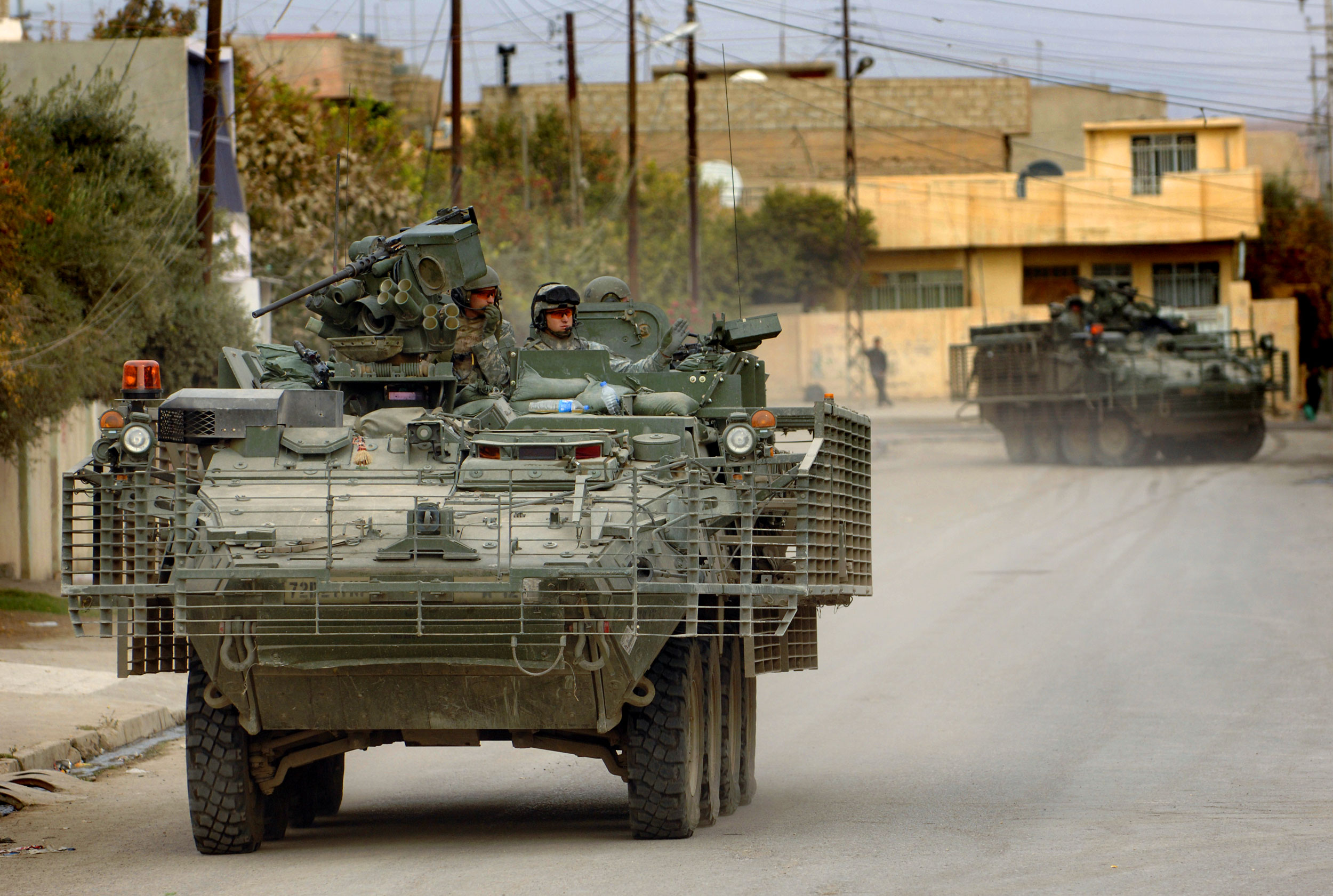
M1126 ICV 172-ї бригадної бойової групи «Страйкер» у конвої. Мосул, Ірак. 20 листопада 2005
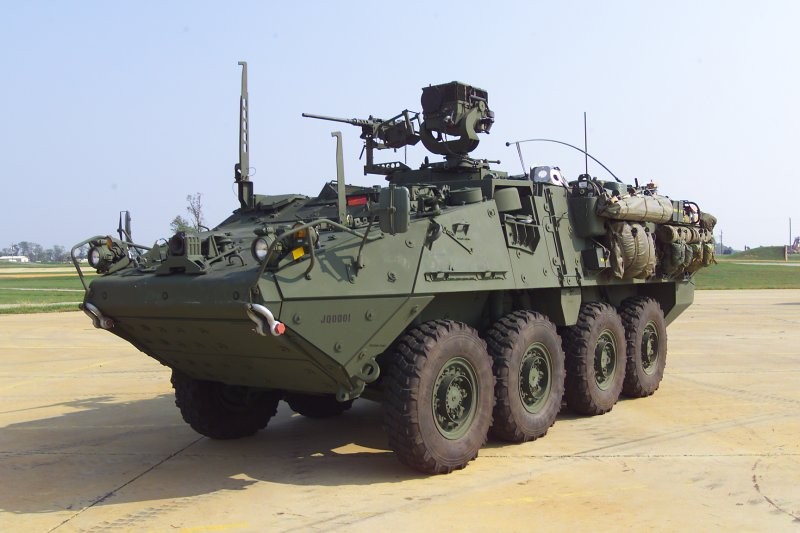
Бойова розвідувальна машина M1127 «Страйкер» (RV)
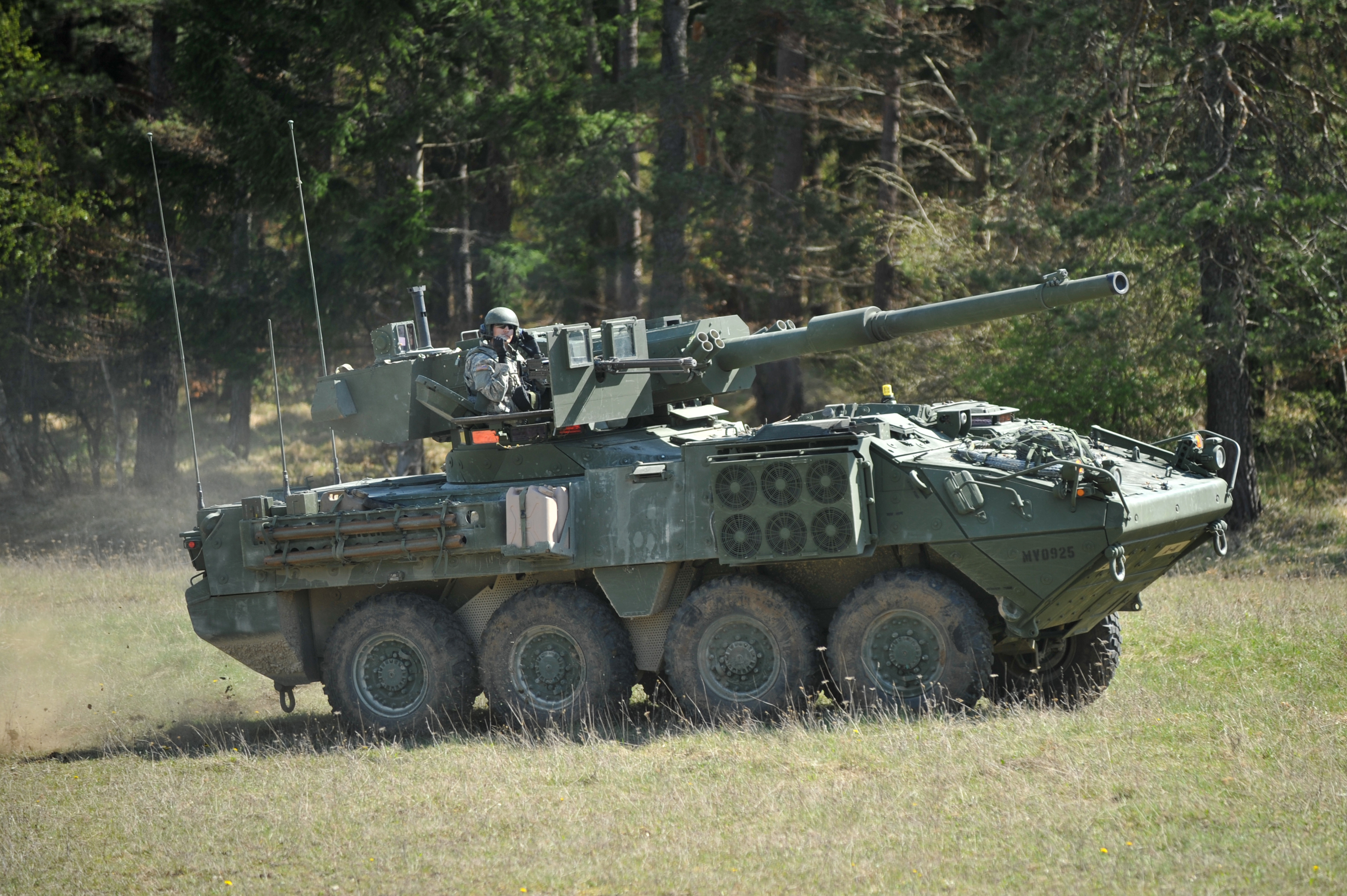
Штурмова гармата M1128 Stryker Mobile Gun System
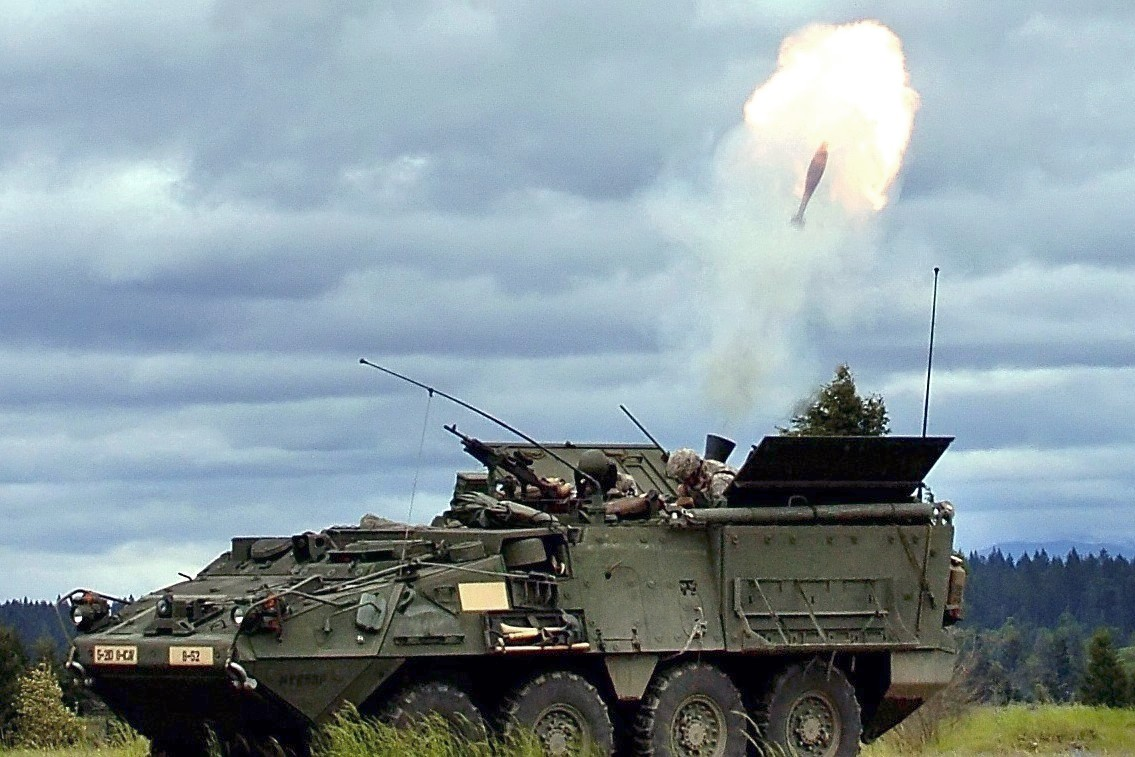
Самохідний міномет M1129 «Страйкер» (MC)
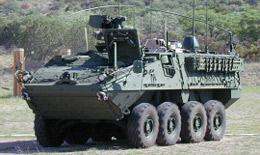
Командирська командно-штабна машина M1130 «Страйкер» (CV)
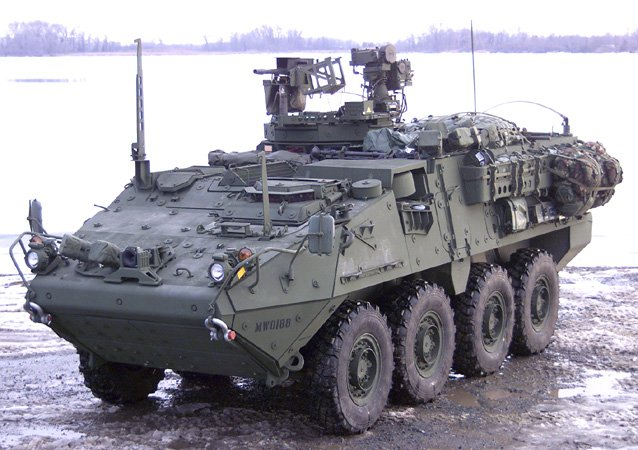
Бронетранспортер-машина управління вогнем артилерії M1131 «Страйкер» (FSV)
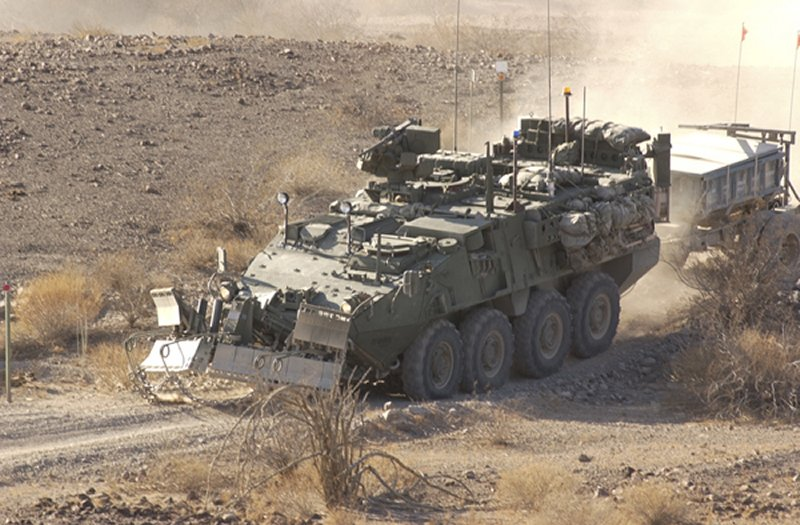
Броньована інженерна машина M1132 «Страйкер» (ESV)
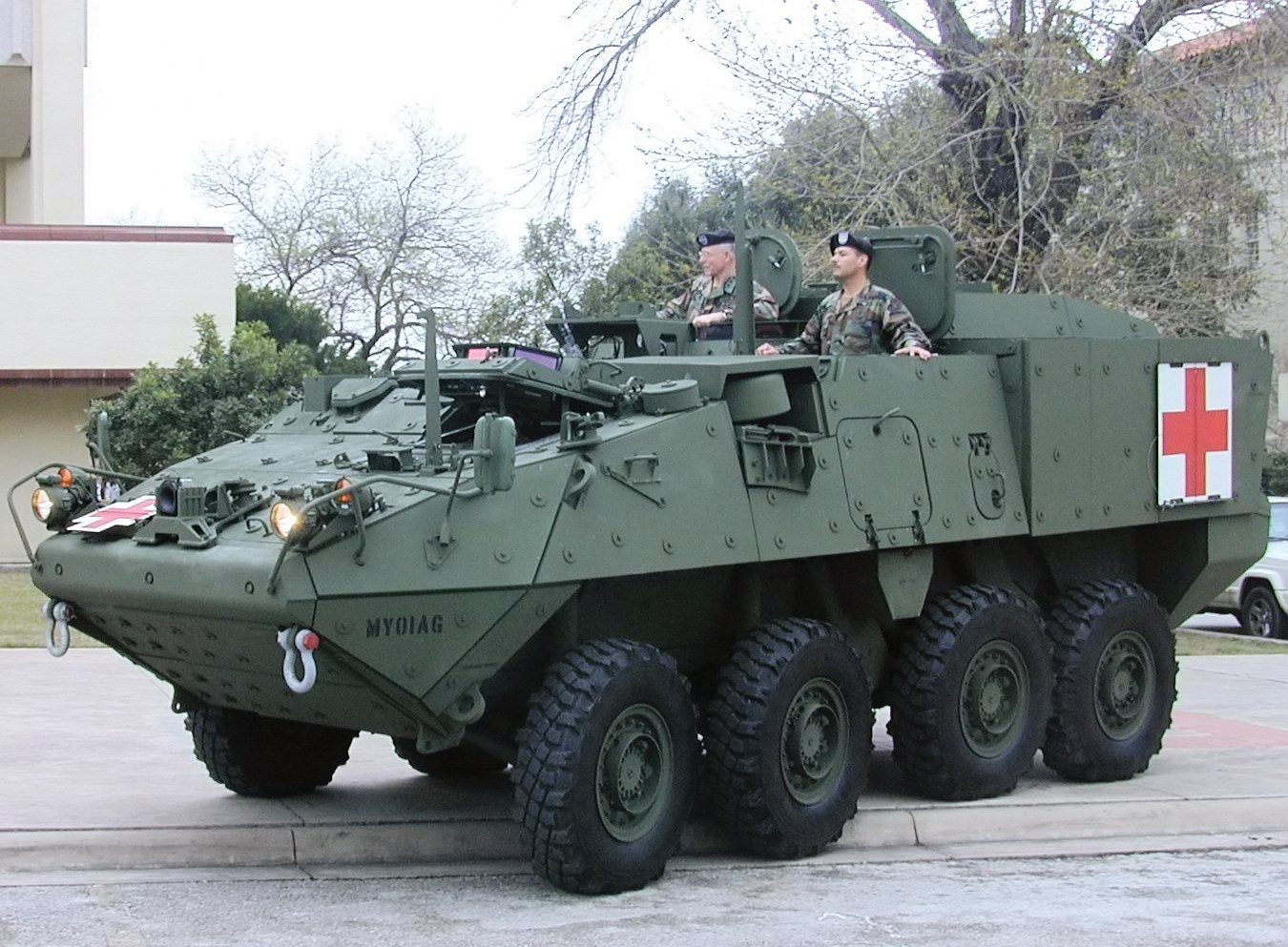
Машина медичної евакуації M1133 «Страйкер» (MEV)
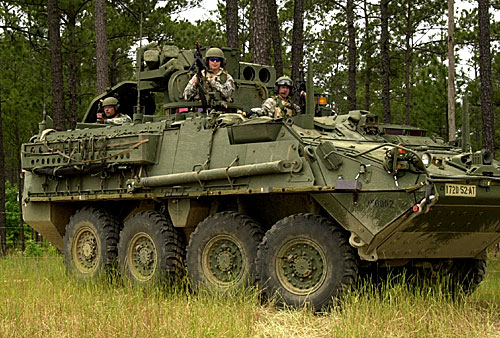
Самохідний ПТРК M1134 «Страйкер» (ATGM)
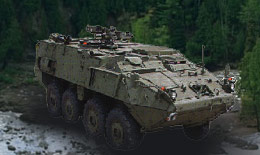
Машина РХБ розвідки M1135 «Страйкер» (NBC RV)

## Досвід експлуатації
Після отриманням контракту на постачання американській армії бронетранспортерів «Страйкер» фірма General Dynamics Land Systems змогла швидко виконати всі конструкторські та випробувальні роботи й уже на самому початку 2003 року перші екземпляри машин надійшли у війська. У кількісному відношенні замовлення бронетранспортерів сімейства «Страйкер» було різнорідним. Велика частина замовлених машин надходила в конфігурації бронетранспортерів. Другі за кількістю — командно-штабні машини. Самохідних мінометів, САУ, розвідувальних і протитанкових «Страйкерів» купували помітно менше.
Забезпечення бойових бригадних груп новітньою технікою здійснювалася поступово, в міру комплектування бригад БТРами. У жовтні 2003 року почалося передислокування підрозділів, озброєних бронемашинами «Страйкер», на Близький Схід. 12 листопада 2003 року 3-я бригада 2-ї піхотної дивізії прибула до порту Ель-Кувейт після тритижневого переходу морем на транспортних суднах USNS «Шугарт» та USNS «Сіслер». Оснащена новітньою технікою бригада прибула на Близький Схід вже після закінчення активної фази основних бойових дій в Іраку, коли військові іракських збройних сил, що не склали зброю, та іракський рух опору перейшли до партизанської тактики дій.

Організаційно-штатна структура бригадної бойової групи на «Страйкерах»

З листопада підрозділи, оснащені «Страйкерами», брали активну участь у підтримці порядку й патрулюванні різних регіонів Іраку. Через рік 3-ю бригаду змінила 1-а бригада 25-ї піхотної дивізії. На цьому етапі бойових дій, зважаючи на його характерні ознаки, виявилася низка недоліків конструкції й тактики застосування бронетранспортерів «Страйкер». Ще до кінця терміну ротації 3-ї бригади пролунали негативні відгуки про нову техніку.
До кінця 2004 року спеціальна комісія Пентагону підготувала велику доповідь про результати застосування бронетранспортерів та інших машин сімейства «Страйкер» в умовах реальних бойових дій.
Ця доповідь викликала масу суперечок. Фахівці критикували практично всі елементи проєкту, від двигуна до ременів безпеки. Силова установка й ходова частина «Страйкера» були зручні й добре придатні для руху по шосе, проте під час руху поза шляхами виникали значні проблеми. Через недостатню питому потужність дизельного двигуна (близько 18-20 к.с. на тонну ваги) навіть базовий БТР часом в'яз у піску і вимагав сторонньої допомоги. За певних умов доводилося «ганяти» двигун на максимальних режимах, що погано позначалося на його ресурсі. Крім того, часто виникали проблеми з колесами й підвіскою. Як виявилося, посилення амортизації та підвіски не вирішувало їх проблем. Ресурс підвіски виявився помітно меншим розрахункового. Колеса вимагали регулярного та частого підкачування, що не зовсім прийнятно для експлуатації в бойових умовах. Нарешті, було зафіксовано випадки, коли після кількох днів активного застосування машини в не найскладніших умовах виникала необхідність заміни шин. Все це стало причиною для рекомендації підсилити конструкцію ходової частини.
Друга серйозна проблема стосувалася рівня захисту. Броньований корпус «Страйкера» розраховувався з міркувань захисту від куль стрілецької зброї, зокрема великокаліберної. За необхідністю пропонувалося використовувати навісну броню. Однак у реальних умовах Іракської війни противник обстрілював бронетранспортери не тільки з автоматів і кулеметів, а й з протитанкових гранатометів. Проти РПГ-7, які активно застосовувались іракськими збройними формуваннями, додаткові металокерамічні панелі, що кріпилися до броні, не забезпечували надійного захисту.
Ще до подання доповіді щодо «Страйкерів» до Пентагону кілька машин 3-ї бригади в експериментальних цілях обладнали протикумулятивними ґратами. Ґратчасті панелі навішувалися на кріплення для броні MEXAS. При використанні решіток рівень захисту від кумулятивних боєприпасів відчутно зріс, хоча вони рятували не завжди. Водночас, протикумулятивні решітки мали один неприємний побічний ефект — захисна конструкція виявилася досить важкою, що погіршувало ходові якості.
Претензій до V-подібного протимінного днища з боку американських військових майже не було. Воно добре справлялося зі своїм призначенням й відводило вибухову хвилю вбік. Наголошувалося, що протимінний захист справляється тільки з тими вибуховими пристроями, для яких він розрахований: до десяти кілограмів у тротиловому еквіваленті.
Інше питання безпеки було комплексним і стосувалися відразу декількох сторін конструкції, — «Страйкери» мали порівняно високий центр мас. За певних умов це призводило до перекидання машини. Всього за роки експлуатації цієї бронетехніки було зафіксовано кілька десятків подібних випадків, як через причини вибуху під днищем або колесом, так і через складні дорожні умови. Так, за перші кілька місяців використання БТР «Страйкер» в Іраку внаслідок перекидання техніки загинуло троє солдатів. Причиною цих інцидентів визнали неправильну конструкцію ременів безпеки екіпажу та десанту. Як виявилося, вони міцно утримували людину тільки під час невеликих поштовхів. За значного перевантаження ремені втрачали свою функціональну роль, що призводило до загибелі людей.

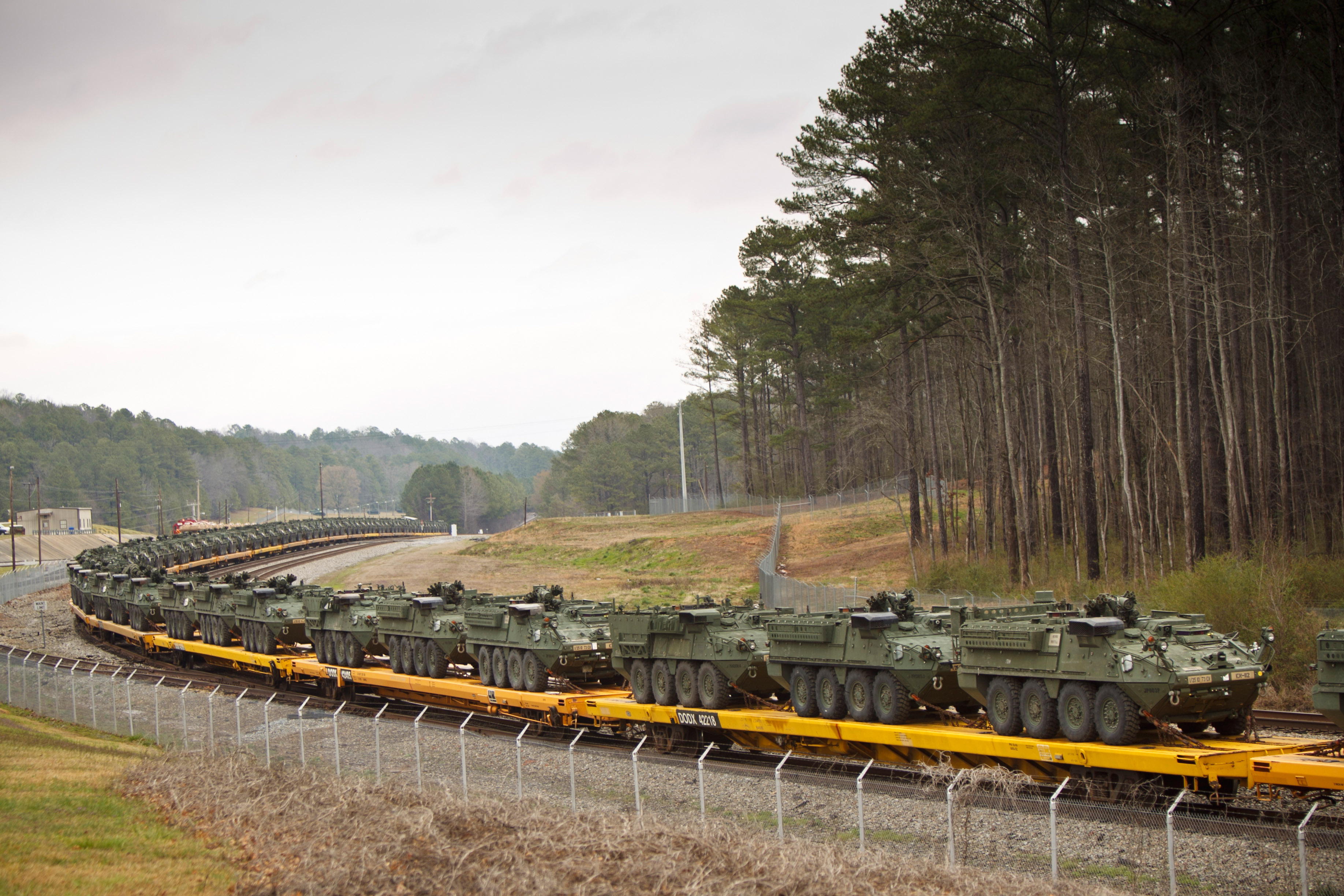
Перекидання 288 бойових машин Stryker зі складу 25-ї піхотної дивізії залізницею до бази зберігання в Анністон (Алабама). 10 березня 2011

Комплекс озброєння «Страйкера» в цілому особливих нарікань з боку військових не викликав. До його складу входить декілька приладів нічного бачення, зокрема, пов'язаних зі збройним прицілом. Однак ці прилади спочатку видавали чорно-біле зображення. У деяких випадках таке зображення було недостатнім для ідентифікації цілі, зокрема, під час проведення операцій поліційного характеру, коли, наприклад, потребувалося точне розпізнання транспортних засобів, зокрема, і за кольором. Комісія Пентагону рекомендувала замінити прилади нічного бачення на зручніші та ефективніші.
Після публікації доповіді Пентагон видав наказ про тимчасове обмеження застосування бронетранспортерів та інших машин сімейства Stryker. Через декілька місяців було вирішено продовжити експлуатацію цих машин, але у стислі терміни переобладнати наявну техніку відповідно до результатів експлуатації, а всі нові машини відразу збирати за оновленим проектом.
Випробування війною, через які пройшли «Страйкери», надали багато інформації для подальшого розвитку та вдосконалення бойових машин. Тому наступні партії бронетранспортерів, самохідних гармат та інших машин сімейства виготовляли вже з урахуванням виявлених проблем. 2008 року Пентагон замовив понад 600 машин різної конфігурації, які будувалися вже за оновленим проектом.

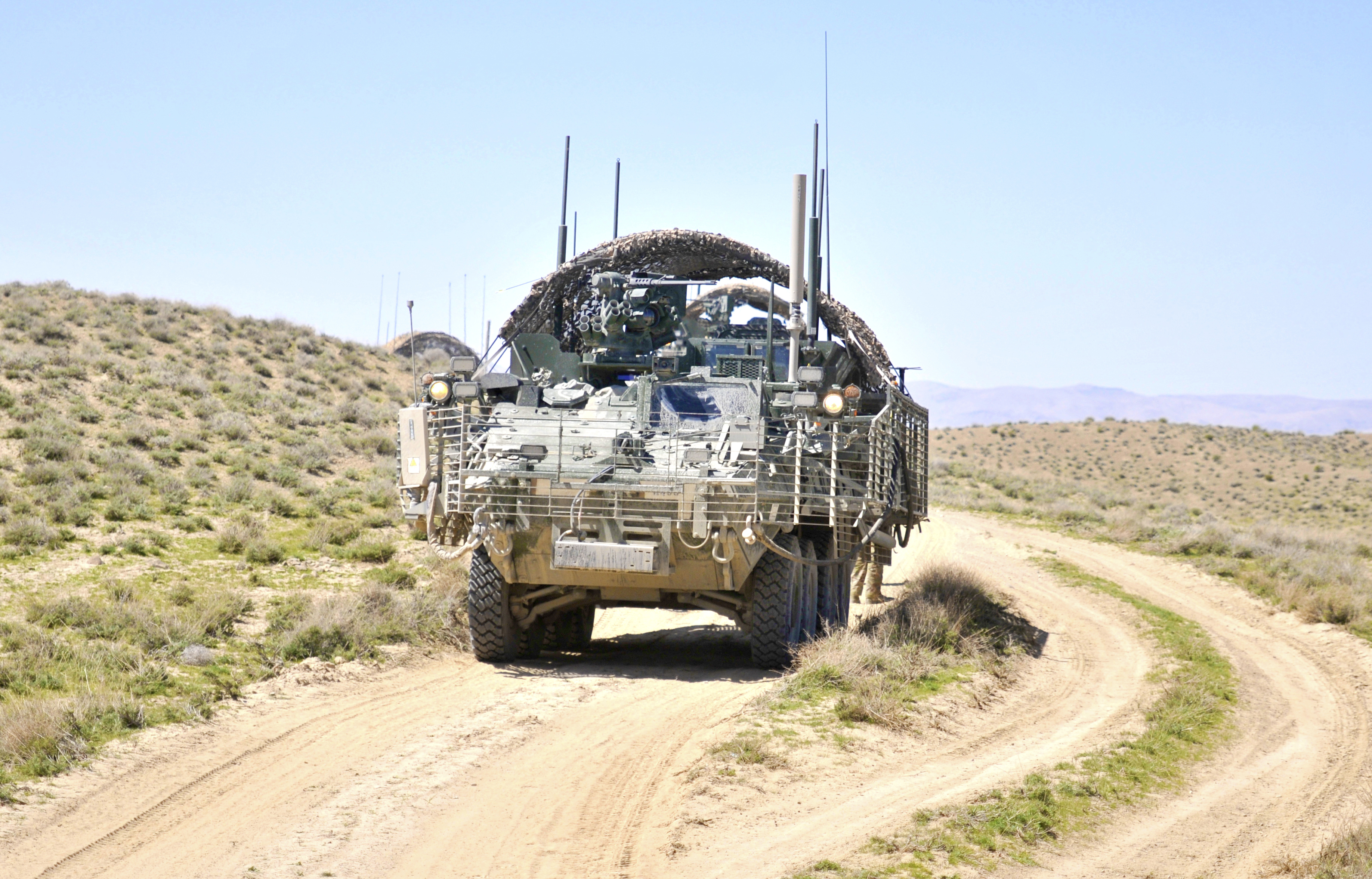
«Страйкер» зі складу 23-го піхотного полку 2-ї піхотної дивізії на охороні афгано-пакистанського кордону біля міста Спін Болдак. Провінція Кандагар. 25 березня 2013

Водночас, за час участі бойових машин «Страйкер» в бойових зіткненнях на їх адресу надійшло багато схвальних відгуків та коментарів. Переважна більшість солдатів, що вела бойові дії на цих броньованих машинах, відгукувалося про них позитивно. Солдати та офіцери, котрі використовували «Страйкери» в бою, назвали її надзвичайно ефективною машиною. Газета Washington Post стверджувала, що «командири, солдати та механіки, що б'ються в одному з найзагрозливіших районів Іраку, одностайно моляться на цей бронетранспортер. Усі недоліки, що висвітлювалися в попередніх доповідях, або помилкові, або мають мінімальне значення й мало впливають на ефективність БТР».
Так, командир 1-ї бригади 25-ї піхотної дивізії полковник Роберт Браун наполягав на тому, що бронетранспортери «Страйкер» врятували життя щонайменше 100 його солдатам. У цій статті також доводиться, що навісна екранована броня, попри всіляку критику, надає ефективний захист проти кумулятивних гранат повстанців.
Аналіз рапортів, що надаються американськими командирами з місць подій, також свідчить про те, що бронетранспортери «Страйкер» є найнадійнішою військовою технікою у разі підриву на саморобних вибухових пристроях. Хоча американські солдати між собою іронічно кличуть цей БТР «Кевларова труна», це не показує справжнього стану справ із машиною та ставленням військових до неї.

## Бойове застосування

### Іракська війна (2003—2011)

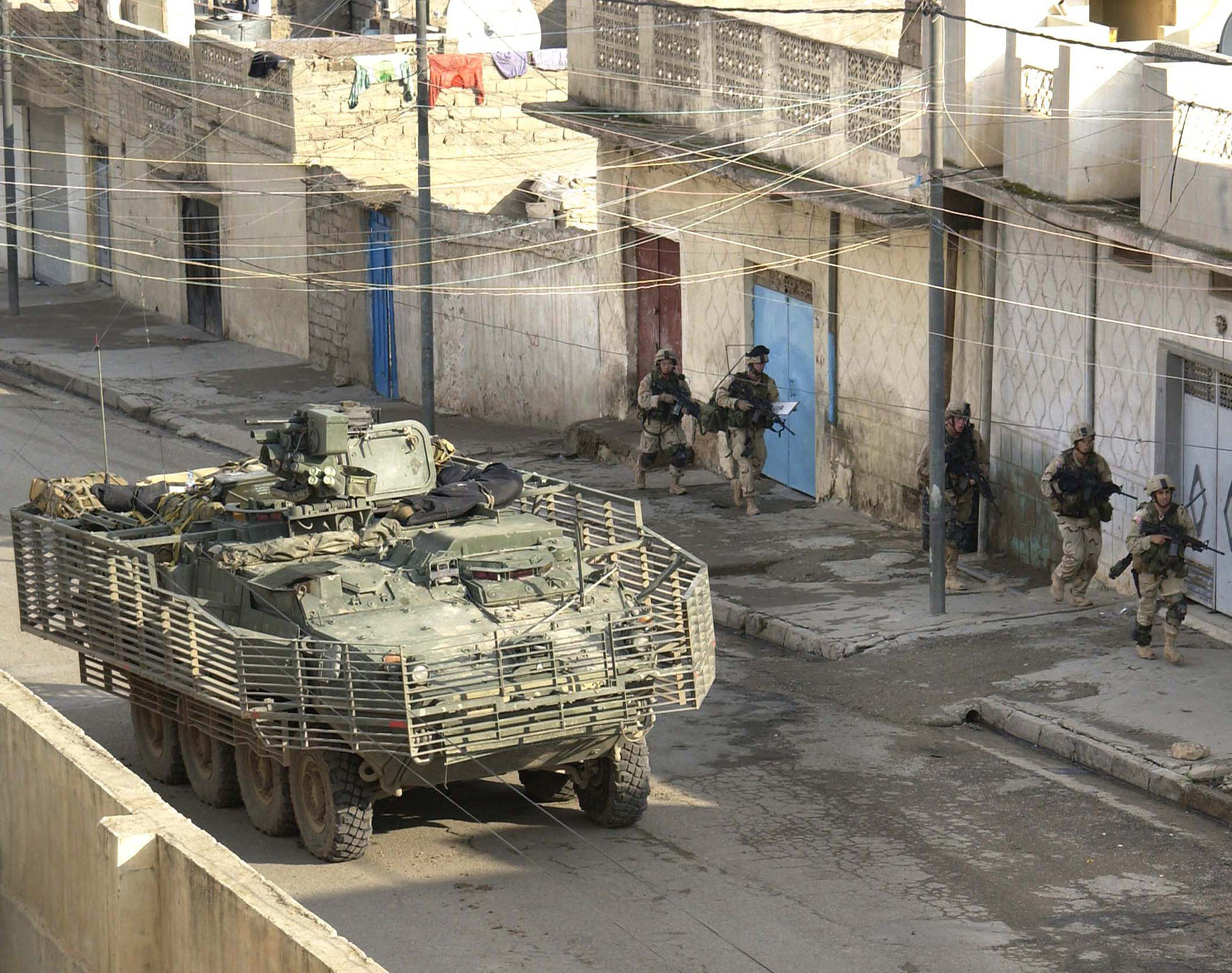
Патруль від 1-ї бригадної бойової групи 25-ї піхотної дивізії бере участь у битві за Мосул. БТР «Страйкер» оснащений навісним екрануванням від ураження протитанковими гранатометами типу РПГ-7. 11 листопада 2004

- Перша бригадна бойова група 3-ї бригади 2-ї піхотної дивізії прибула з Форту Льюїс до Іраку, де діяла в складі американських військ з листопада 2003 до листопада 2004 року;
- 3-я бригада замінена 1-ю бригадою 25-ї піхотної дивізії, що знаходилася в Іраку з жовтня 2004 до жовтня 2005 року. Підрозділи бригади брали участь у битві за Мосул і забезпечували перші парламентські вибори в Іраку в січні 2005.
- 172-а бригадна бойова група «Страйкер» з Форту Вейнрайт, Фербенксу, Аляска прибула для посилення американських військ до Іраку з серпні 2005 до літа 2006 року. Пізніше термін перебування формування був подовжений на 4 місяці, бригада перекинута до Багдада.
- 3-я бригада 2-ї піхотної дивізії прибула в район бойових дій вдруге весною 2006 року та перебувала на Близькому Сході до вересня 2007 року.
- З поступовим насиченням військ новими бронетранспортерами частини реорганізовувалися. 1-а бригада 25-ї піхотної дивізії виведена з Іраку й реорганізована у 2-й бронекавалерійський полк «Страйкер», що дислокувався у Фільзек, у Верхньому Пфальці в Німеччині. 2-й бронекавалерійський полк відповідно, був перейменований на 4-у бригадну бойову групу 2-ї дивізії з пунктом постійної дислокації у Форт Льюїс, Аляска. 172-а бригадна бойова група «Страйкер» переформована на 1-у бригадну бойову групу 25-ї піхотної дивізії, з дислокацією у Форт Вейнрайт, Аляска.
- У травні 2007 року 4-а бригада 2-ї піхотної дивізії знову прибула до Іраку. Вперше з бригадними частинами були розгорнути САУ M1128 «Страйкер». Одночасно на фондах 4-го батальйону 9-го піхотного полку вперше в реальних бойових умовах проводилися польові випробування новітньої комплексної високотехнологічної системи «Land Warrior».
- У серпні 2007 року 2-й бронекавалерійський полк «Страйкер» прибув до Багдада на 15-місячний термін, змінивши 3-ю бригаду 2-ї дивізії.
- У грудні 2007 року 2-га бригада 25-ї піхотної дивізії розгорнута в Іраку.
- У вересні 2008 року 1-ша бригада 25-ї піхотної дивізії з Форту Вейнрайт, Фербенксу, Аляска прибула до Іраку.
- У січні 2009 року 56-та бригадна бойова група «Страйкер» зі складу 28-ї піхотної дивізії Національної Гвардії армії (Пенсільванія) приступила до виконання бойових завдань в Іраку.
- У серпні 2009 року до Іраку втретє прибула 3-я бригада 2-ї піхотної дивізії.
- У вересні 2009 року 4-а бригада 2-ї піхотної дивізії також втретє приступила до виконання завдань в Іраку. Бригадна бойова група «Страйкер» завершила свою місію і разом з цим розпочалося виведення американських військ з району Багдада до Кувейта, символізуючи таким чином закінчення активної фази операції «Свободу Іраку». За бойові заслуги частина була нагороджена «Відзнакою за видатні заслуги».
- У липні 2010 року 2-га бригада 25-ї піхотної дивізії передислокована до Іраку на заміну 3-й бригадній бойовій групі 2-ї дивізії, розпочавши виконання завдань за програмою «Порада та допомога» іракським збройним силам.

### Війна в Афганістані (2001—2021)
- 5-та бригада 2-ї піхотної дивізії стала першою бригадною бойовою групою «Страйкер», що прибула до Афганістану влітку 2009 року, у зв'язку з нарощуванням угруповання багатонаціональних військ ISAF. 1-й батальйон 17-го піхотного полку зазнав найсерйозніших втрат у бронетранспортерах «Страйкер» за весь період його застосування в боях[38].
- У червні 2010 року 2-й бронекавалерійський полк «Страйкер» розгорнутий в Афганістані, замінивши 5-у бригаду 2-ї дивізії.
- У квітні 2011 року 1-ша бригада 25-ї піхотної дивізії прибула на заміну попередній ротації 2-го полку.

### Російсько-українська війна
В середині серпня 2023 року Stryker 82 ОДШБр були помічені в зоні бойових дій на південному напрямку.
БТР M1126 Stryker разом з БІМ M1132 ESV брали активну участь в бойових діях під час наступальної операції у Курській області. Боєць десантно-штурмових військ України позитивно оцінив бронювання та живучість машини.
Станом на 27 вересня 2024 року редактори Oryx Blog знайшли фото чи відео підтвердження безповоротної втрати Україною 25 броньовиків сімейства Stryker, ще низка були пошкоджені.
| Модель    | Знищено | Захоплено | Всього |
| --------- | ------- | --------- | ------ |
| M1126     | 15      | 3         | 18     |
| M1132 ESV | 7       | 0         | 7      |
| Всього    | 22      | 3         | 25     |

## Країни-оператори
- Перу: 178 модифікованих бронетранспортерів Stryker ICV з плоским днищем; взяті на озброєння у грудні 2016 року[42][43][44][45].
- США: з початку надходження планувалось оснащення семи бригадних бойових груп «Страйкер»[46]. За станом на 2009 рік на озброєнні цих підрозділів перебувало 2 988 одиниць техніки[47], на серпень 2012 — 4 187 одиниць[48]; на листопад 2012 — 4 293 шт. Загальний випуск бронетехніки завершився в 2014 році виготовленням 4 466 одиниць бойових машин[3]. Однак у 2013 році кількість бригадних бойових груп «Страйкер» була збільшена ще на дві і в такий спосіб загальна кількість бригад «Страйкер» досягла дев'яти одиниць[49].

- Україна: очікується поставка 189 од.[50][51].

### Північна Македонія
16 березня 2021 року Агенція з оборонного співробітництва (DSCA) Міноборони США повідомила, що Державний департамент США погодив можливий продаж Північній Македонії 54 бронемашин Stryker та супутнього обладнання орієнтовною вартістю 210 мільйонів доларів. У партію входять бронетранспортери M1126, командирські M1130 та самохідні міномети M1129.

### Україна
В двох пакетах допомоги за 19 січня та 13 червня 2023 року було оголошено про передачу 90 та 10 «Страйкерів» відповідно, 20 з них з протимінними котками. 27 червня оголошено новий пакет військової допомоги, в якому оголошено про передачу ще 25 «Страйкерів». 7 липня оголошено новий пакет військової допомоги, в якому оголошено про передачу ще 32 «Страйкерів»[джерело?]. 25 липня оголошено новий пакет військової допомоги, в якому є інформація про передачу ще 32 «Страйкерів»[джерело?].

### Болгарія
На початку вересня 2023 року стало відомо про закупівлю Болгарією 183 одиниць Stryker після схвалення угоди з боку Агентства з оборонної співпраці США (DSCA) та американського конгресу. Загалом йшлося про закупівлю 183 бронемашин у шести різних модифікаціях:
- 90 одиниць M1296 Dragoon — колісна БМП із безпілотним бойовим модулем з 30-мм автоматичною гарматою
- 33 одиниці M1130 — командна машина
- 24 одиниці M1133 — санітарно-евакуаційна машина
- 17 одиниць M1126 — БТР з кулеметний бойовим модулем
- 10 одиниць M1135 — машина РХБЗ
- 9 одиниць M1132 — інженерна машина розмінування

## Подальша модифікація та перспективи
Армія Сполучених Штатів планувала подальше удосконалення та модифікацію всього парку бойових машин «Страйкер» одночасно. Перш за все це стосувалося захищеності бронетранспортерів. У березні 2010 General Dynamics разом із керівництвом армії оголосило про наміри замінити на всіх бронемашинах корпус на подвійний V-подібної форми Double V-Hull.
У липні того ж року армія виділила 30 млн доларів компанії GDLS на виробництво нових бронекорпусів. Для захисту від основного чинника втрат військової техніки, які зазнавали американські бронетранспортери в Іраку та Афганістані — саморобних вибухових пристроїв — розробники кардинально вдосконалили броньований корпус, перетворивши його на глибоку V-подібну конструкцію.
На нових зразках було посилене бронювання шляхом встановлення нової броні ATI 500-MIL, котра за характеристиками перевищувала попередні зразки. Також була модернізована пристосована підвіска та гальмівна система «Страйкера», зазнали перепроектування люки машини, підвищена вибухостійкість сидінь для особового складу у разі підриву, встановлені негорючі шини, удосконалений бойовий модуль озброєння, який дозволяє вести вогонь на ходу, удосконалена система бортового електроживлення, комп'ютеризована система керування бронетранспортером, у тому числі регулювання висоти БТР. Потужність двигуна зросла з 350 к.с. до 450 к.с (Caterpillar 3126 замінили на дизель Caterpillar C7).

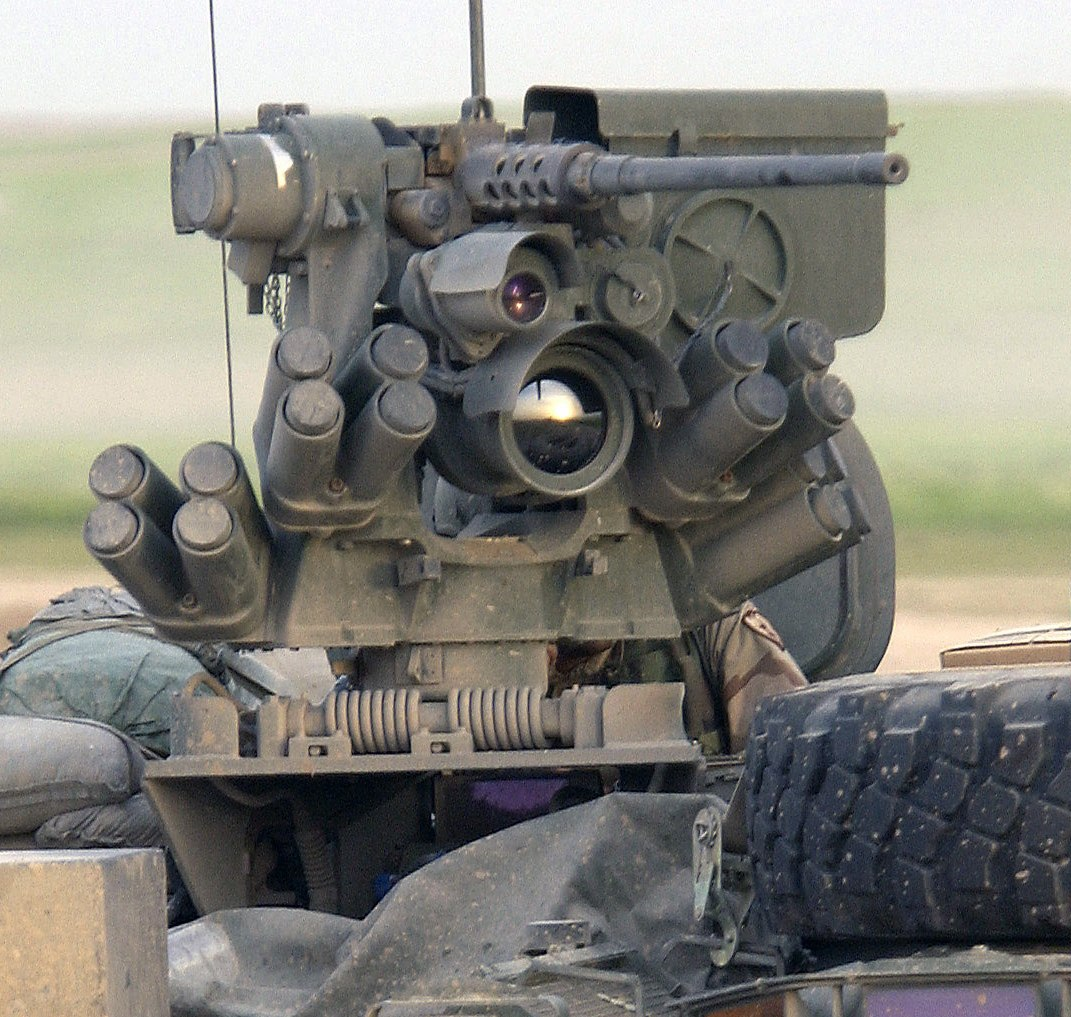
Бойовий модуль M151 RWS з 12,7-мм великокаліберним кулеметом M2 на бронетранспортері M1126 «Страйкер» ICV

Разом з цим, 9 березня 2011 року директор випробувань та тестування Департаменту оборони за результатами випробувань техніки з новими корпусами зазначив, що в умовах Афганістану експлуатація таких машин утруднена та скрутна. Це сталося через зменшення місця для розташування водія, а також неможливість його евакуації в разі поранення зі штатного місця. У свою чергу керівництво компанією наголосило, що чинну проблему буде вирішувати. Доречно вказати, що бойова маса «Страйкера» значно зросла, що призвело до труднощів у пересуванні на місцевості та подоланні перешкод.
У липні 2011 року 450 перших «Страйкерів» з посиленим подвійним V-подібним корпусом Double V-Hull були офіційно замовлені. Вже через кілька місяців загальне число замовлених бронетранспортерів зросло до 742, а у 2012 — до 760 одиниць бронетехніки.
28 травня 2013 року норвезька компанія Kongsberg Gruppen отримала замовлення на виготовлення найсучасніших електронних дисплеїв для командира та водія бронетранспортеру, під назвою англ. Commander’s Situational Awareness Display (CSAD) та англ. Driver’s Situational Awareness Display (DSAD) відповідно.
Керівництво програмою «Страйкер» також розглядає проект посилення озброєння частки бронетранспортерів шляхом встановлення 30-міліметрової автоматичної гармати в бойовому модулі. В результаті скорочення відсотку САУ M1128 «Страйкер» (MGS) запропоновано встановити на окремі БТР гарматні комплекси.
19 лютого 2014 року компанія Kongsberg Integrated Tactical System, що поставляла бойові модулі M151 RWS, провела тестові випробування зі стрільбою нового «бойового модуля середнього калібру» (англ. Medium Caliber Remote Weapons Station, MCRWS) з 30-міліметровою автоматичною гарматою замість великокаліберного кулемета «Браунінг». Результати стрільби довели високу влучність та потужність гармати в порівнянні з 12,7-міліметровим кулеметом «Браунінг» на відстанях 600–1 550 метрів, коли 4 з 5 снарядів влучили в ціль. Автоматична гармата нового комплексу озброєння надає десанту спроможність ураження цілей на дистанціях до 2 000 метрів. За результатами випробувань було вирішено прийняти зазначену модифікацію бронетранспортера «Страйкер» на озброєння механізованих військ.
На січень 2014 року американська армія має 2 бригади «Страйкерів», що укомплектовані модернізованими бронетранспортерами з подвійним посиленим днищем, триває робота щодо переозброєння ще однієї — 2-ї бригади 2-ї піхотної дивізії на об'єднаній базі Льюїс-Мак Корд, що має завершитися до кінця 2016 року. Американське командування проводить роботу щодо переоснащення усіх частин модифікованими «Страйкерами» з подвійним днищем Double V-Hull. На 2016—2020 фінансові роки американська армія планує переозброєння решти шести бригад на модернізовані «Страйкери». Водночас, після надходження останньої партії бронемашин, з 2016 року «Страйкери» більше не будуть поставлятись для потреб ЗС США.
Новою концепцією Ground Combat Vehicle передбачається розробка найближчим часом 50-тонної бойової машини, яка в перспективі замінить попередні покоління броньованої техніки для піхоти, а саме БТР M113, «Страйкер», MRAP та БМП «Бредлі».
У квітні 2016 року командування армії США в польових умовах провело дослідні випробування найсучаснішої розробки на базі шасі «Страйкер» (M1131 Fire Support Vehicle) — Бойовий мобільний лазер на базі «Страйкер» (англ. Stryker Mobile Expeditionary High Energy Laser (MEHEL) — випробування першого покоління зброї спрямованої енергії проти безпілотних літальних апаратів. Бойовий лазер потужністю 2 кВт уразив 21 безпілотну ціль, одночасно апаратура РЕБ придушувала сигнали управління цими БПЛА та виводила їх з ладу. На 2017 рік американські фахівці планують дослідження у польових умовах лазера на 5 кВт, а в 2018 році довести потужність лазера до 18 кВт.
Крім досліджень та розробок, спрямованих на підвищення бойових можливостей бойової машини, технічні експерти продовжують роботи щодо розширення лінійки можливостей машини в інших напрямках, у першу чергу з інженерного забезпечення бою. Так на базі Stryker розроблялась Stryker Maintenance Recovery Vehicle (MRV) — броньована інженерна машина, оснащена лебідкою «Rotzler TR 200», краном «Magnum 210M» та гідравлічною опорою-якорем. Одночасно німецька компанія Krauss-Maffei Wegmann (KMW) запропонувала версію тактичного мостоукладальника на базі «Страйкера» — Stryker Launched Assault Bridge. Ця інженерна машина спроможна за дві хвилини встановити в бойових умовах 12-метровий міст, яким можуть пересуватись бойові машини вагою до 40 тонн.

## Порівняльні характеристики
|  | Україна БТР-4Е | Україна БТР-3Е1 | Росія БТР-82А | Німеччина GTK Boxer | Франція VBCI | Фінляндія/ Польща Patria AMV/KTO Rosomak |
|  | -------------- | --------------- | ------------- | ------------------- | ------------ | ---------------------------------------- |

| Зовнішній вигляд                       |                       |                       |                 |                                        |             |                                     |
| Рік прийняття на озброєння             | 2011                  | 2011                  | 2011            | 2011                                   | 2008        | 2003                                |
| Бойова маса, т                         | ~20,0                 | 16,5                  | 15,4            | 33,0                                   | 25,6        | 17,0-27,0                           |
| Екіпаж                                 | 3                     | 2                     | 3               | 3                                      | 3           | 2-3                                 |
| Десант                                 | 8                     | 11                    | 7               | 8                                      | 8           | 8-10                                |
| Захищеність лоба, STANAG 4569 Рівень   | 2                     | н/д                   | н/д             | 6                                      | 4           | 6                                   |
| Захищеність бортів, STANAG 4569 Рівень | 2                     | н/д                   | н/д             | 4                                      | 4           | 4                                   |
| Протимінний захист, STANAG 4569 Рівень | 2                     | н/д                   | немає           | 3b                                     | н/д         | 4                                   |
| Автоматична гармата, мм                | 30                    | 30                    | 30              | 30                                     | 25          | 30 / 100 і 30                       |
| Боєкомплект, пострілів                 | 400                   | 350                   | 300             | н/д                                    | 409         | н/д / 22 і 500                      |
| Швидкострільність, пост./хв            | 330                   | 330                   | 330             | н/д                                    | 400         | н/д / 10 і 330                      |
| ПТРК                                   | ПКР «Бар'єр»          | ПКР «Бар'єр»          | немає           | Spike-LR                               | немає       | Spike-LR/FGM-148 Javelin/Кастет     |
| Кулемети                               | 1 х 7,62-мм КТ        | 1 х 7,62-мм КТ        | 1 х 7,62-мм ПКТ | 1 x 7,62-мм MG3                        | 1 х 7,62-мм | 1 х 7,62-мм UKM-2000C               |
| Додаткове озброєння                    | 1 х 30-мм АСГ КБА-117 | 1 х 30-мм АСГ КБА-117 | немає           | 1 х 40-мм АСГ HK GMG (замість гармати) | немає       | немає                               |
| Потужність двигуна, к. с.              | 500                   | 325                   | 300             | 720                                    | 550         | 480-543                             |
| Питома потужність, к. с./т             | ~25,0                 | 19,7                  | 19,5            | 21,8                                   | 21,5        | 17,8-31,9                           |
| Максимальна швидкість, км/год          | 110                   | 100                   | 100             | 100                                    | 100         | 100                                 |
| Запас ходу по шосе, км                 | 690                   | 600                   | 600             | 1050                                   | 550         | 800                                 |
| Прохідний брід, м                      | плаває                | плаває                | плаває          | 1,2-1,5                                | 1,2         | плаває (без додаткового бронювання) |

|  | Швейцарія/ Канада LAV III(LAV 6) | Австрія Pandur II | США Stryker | Італія Iveco SuperAV | Італія Freccia | Сербія Lazar 3 | Туреччина Pars |
|  | -------------------------------- | ----------------- | ----------- | -------------------- | -------------- | -------------- | -------------- |

| Зовнішній вигляд                       |                  |                |                        |           |             |             |             |
| Рік прийняття на озброєння             | 1999(2016)       | 2007           | 2002                   | 2020      | 2009        | 2017        | 2012        |
| Бойова маса, т                         | 16,95(20,6-28,6) | 22,0           | 16,5-19,5              | 26,0-29,0 | 26,0        | 24,3-28,0   | 16,1-26,0   |
| Екіпаж                                 | 3                | 2              | 2                      | 3         | 3           | 3           | 2-3         |
| Десант                                 | 7(8)             | 12             | 9                      | 11        | 8           | 9           | 9-11        |
| Захищеність лоба, STANAG 4569 Рівень   | 6                | 4              | 6                      | н/д       | 6           | 5           | 4           |
| Захищеність бортів, STANAG 4569 Рівень | 4                | 4              | 4                      | н/д       | 4           | 4           | 4           |
| Протимінний захист, STANAG 4569 Рівень | 3(4+)            | н/д            | 4                      | н/д       | 3a          | 3b          | н/д         |
| Автоматична гармата, мм                | 25               | 30             | 30                     | до 40     | 30          | 30          | 30/40       |
| Боєкомплект, пострілів                 | н/д              | н/д            | 156 (ще 264 в корпусі) | н/д       | н/д         | н/д         | 200         |
| Швидкострільність, пост./хв            | н/д              | н/д            | 200                    | н/д       | н/д         | н/д         | 200         |
| ПТРК                                   | —                | —              | немає                  | н/д       | Spike-LR2   | є           | ZT3 Ingwe   |
| Кулемети                               | 1 х 7,62-мм      | 1 х 7,62-мм    | 1 × 7,62-мм M240C      | н/д       | 2 × 7,62-мм | 1 × 7,62-мм | 1 × 12,7-мм |
| Додаткове озброєння                    | —                | 1 x 30-мм MK44 | немає                  | н/д       | —           | немає       | —           |
| Потужність двигуна, к. с.              | 350(450)         | 435            | 350                    | 500-560   | 720         | 500         | 524-711     |
| Питома потужність, к. с./т             | 20,6(15,7-21,4)  | 19,8           | 17,9-21,2              | 17,2-21,5 | 27,7        | 17,9        | 20,1-24,5   |
| Макс. швидкість, км/год                | 100              | 105            | 100                    | 105       | 110         | 110         | 100-115     |
| Запас ходу по шосе, км                 | 450(600)         | 700            | 500                    | 800       | 800         | 800         | 700-1000    |
| Прохідний брід, м                      | 1,2              | плаває         | 1,2                    | плаває    | 1,5         | н/д         | плаває      |

|  | Туреччина Otokar Arma | Ізраїль Ейтан | Південна Корея K808 White Tiger | Сінгапур Terrex | Японія Тип 96 | КНР ZBL-08 | Тайвань CM-34 |
|  | --------------------- | ------------- | ------------------------------- | --------------- | ------------- | ---------- | ------------- |

| Зовнішній вигляд                       |                                                                             |                                               |             |                                                        |                  |                               |                    |
| Рік прийняття на озброєння             | 2010                                                                        | 2023                                          | 2017        | 2010                                                   | 1996             | 2009                          | н/д                |
| Бойова маса, т                         | 24-28                                                                       | 30,0-35,0                                     | 20,0        | 24,0                                                   | 14,6             | 21,0                          | 22,0               |
| Екіпаж                                 | н/д                                                                         | 3                                             | 2           | 2                                                      | 2                | 3                             | 3                  |
| Десант                                 | н/д                                                                         | 9                                             | 10          | 11                                                     | 8                | 8                             | 6                  |
| Захищеність лоба, STANAG 4569 Рівень   | від 12,7-Рівень 4                                                           | 4                                             | н/д         | 4                                                      | н/д              | від 25-мм бронебійних з 1000м | від 12,7-мм        |
| Захищеність бортів, STANAG 4569 Рівень | н/д                                                                         | 4                                             | н/д         | 4                                                      | н/д              | від 12,7-мм зі 100м           | від 7,62-мм        |
| Протимінний захист, STANAG 4569 Рівень | 4b                                                                          | н/д                                           | н/д         | 5b                                                     | н/д              | н/д                           | 5a                 |
| Автоматична гармата, мм                | 100 і 30                                                                    | 30-40                                         | 30          | 25(30)                                                 | немає            | 30(40)                        | 30                 |
| Боєкомплект, пострілів                 | н/д                                                                         | н/д                                           | н/д         | н/д                                                    | немає            | н/д                           | н/д                |
| Швидкострільність, пост./хв            | 10 і 330                                                                    | н/д                                           | н/д         | 200, або 500                                           | немає            | 330                           | 100/200            |
| ПТРК                                   | є                                                                           | Spike                                         | немає       | немає                                                  | немає            | «HJ-73C»                      | немає              |
| Кулемети                               | 1 × 14,5-мм (замість гармати) / 1 × 12,7-мм (замість гармати) / 1 × 7,62-мм | 1 × 12,7-мм M2, 1 × 7,62-мм (замість гармати) | 1 × 7,62-мм | 1 × 7,62-мм                                            | 1 × 12,7-мм M2HB | 1 × 7,62-мм Тип 86            | 1 × 7,62-мм FN MAG |
| Додаткове озброєння                    | 1 × 40-мм автоматичний гранатомет (замість гармати)                         | немає                                         | немає       | 1 × 40-мм CIS-40 (замість гармати), декілька × 7,62-мм | немає            | —                             | немає              |
| Потужність двигуна, к. с.              | 450                                                                         | 750                                           | 420         | 450                                                    | 360              | 440                           | 450                |
| Питома потужність, к. с./т             | 16,0-18,75                                                                  | 21,4-25,0                                     | 21          | 18,75                                                  | 24,7             | 20,9                          | 20,5               |
| Макс. швидкість, км/год                | 105                                                                         | 90                                            | 100         | 105                                                    | 100              | 100                           | 110                |
| Запас ходу по шосе, км                 | 750                                                                         | 1000                                          | 700-800     | 600                                                    | 500              | 800                           | 800                |
| Прохідний брід, м                      | плаває                                                                      | н/д                                           | плаває      | плаває                                                 | 1,2              | плаває                        | плаває             |

### Відео
- M1126 Stryker Infantry Carrier Vehicle [Архівовано 16 листопада 2015 у Wayback Machine.]
- M1126 Stryker Infantry Carrier Vehicle (ICV) Live Fire [Архівовано 7 листопада 2014 у Wayback Machine.]
- Stryker Vehicle [Архівовано 22 листопада 2015 у Wayback Machine.]
- БТР Stryker у Курській операції показав себе якнайкраще — Ukrinform